# Exposición Universal de Sevilla de 1992

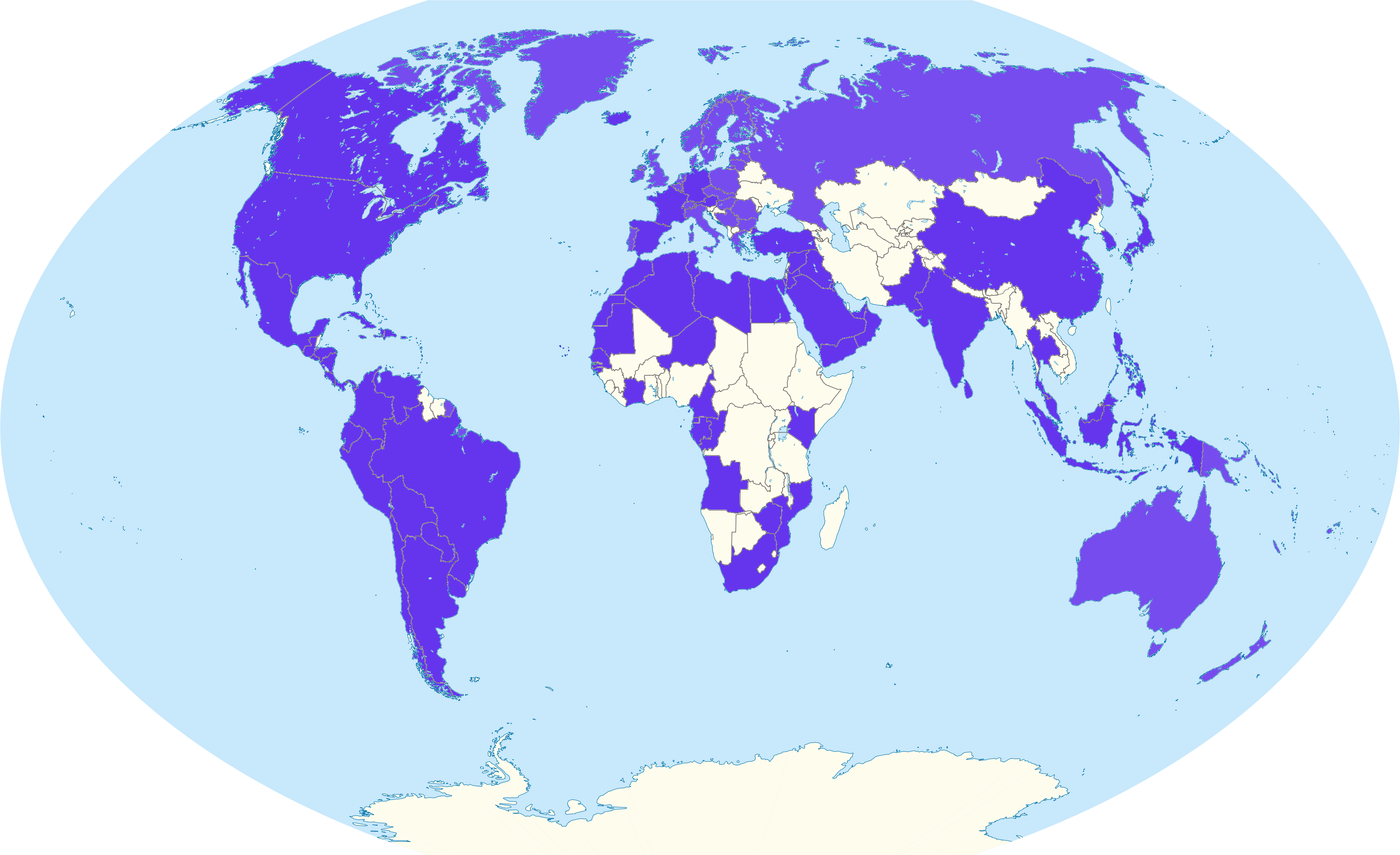
Países con pabellón en la Expo '92

La Exposición Universal de Sevilla 1992, conocida popularmente como Expo '92 o la Expo, fue una exposición universal celebrada en 1992 en la ciudad española de Sevilla.
Como toda exposición universal posterior a 1931, estuvo regulada por la Oficina Internacional de Exposiciones. Tuvo una duración de seis meses, comenzando el 20 de abril y finalizando el 12 de octubre, coincidiendo la fecha con el V Centenario del Descubrimiento de América. Fue realizada para conmemorar este hecho y su tema fue "La Era de los Descubrimientos".
La mascota oficial de la Expo '92 se llamó Curro, un simpático pájaro de pico y cresta multicolor.
Al término de la Exposición Universal, las infraestructuras tuvieron múltiples finales. Algunas fueron desmanteladas o derruidas por tratarse de construcciones efímeras, o por el peligro ocasionado por su abandono posterior. Otras fueron trasladas a otras ciudades, como el monorraíl que fue instalado en un centro comercial de Zaragoza. Y otras muchas se han aprovechado para reconvertirse en el Parque Científico y Tecnológico Cartuja, gestionado por la sociedad Cartuja '93, y en el parque temático Isla Mágica, además de para usos administrativos, universitarios y de equipamiento para la ciudad.
Este evento coincidió con la realización de los Juegos Olímpicos de Verano del 1992 y los Juegos Paralímpicos realizados en la ciudad Española de Barcelona, España. Además también coincidió con los actos conmemorativos del V Centenario del Descubrimiento de América, así como con el nombramiento de Madrid como Ciudad Europea de la Cultura.

## Historia
El 31 de mayo de 1976 los entonces reyes de España Juan Carlos y Sofía realizaron un viaje institucional a Santo Domingo (República Dominicana) con el objetivo de crear lazos de unión entre la recién estrenada monarquía española, los países de Iberoamérica y los EE. UU. En esta visita, Don Juan Carlos pronunció un discurso en el que mencionó la intención de organizar la “III Exposición iberoamericana”, como las llevadas a cabo en 1929 en Sevilla y Barcelona por su abuelo el Rey Alfonso XIII, para celebrar el V Centenario del Descubrimiento de América. Aquel mensaje marcó el inicio del camino de Sevilla hacia la Expo 92.

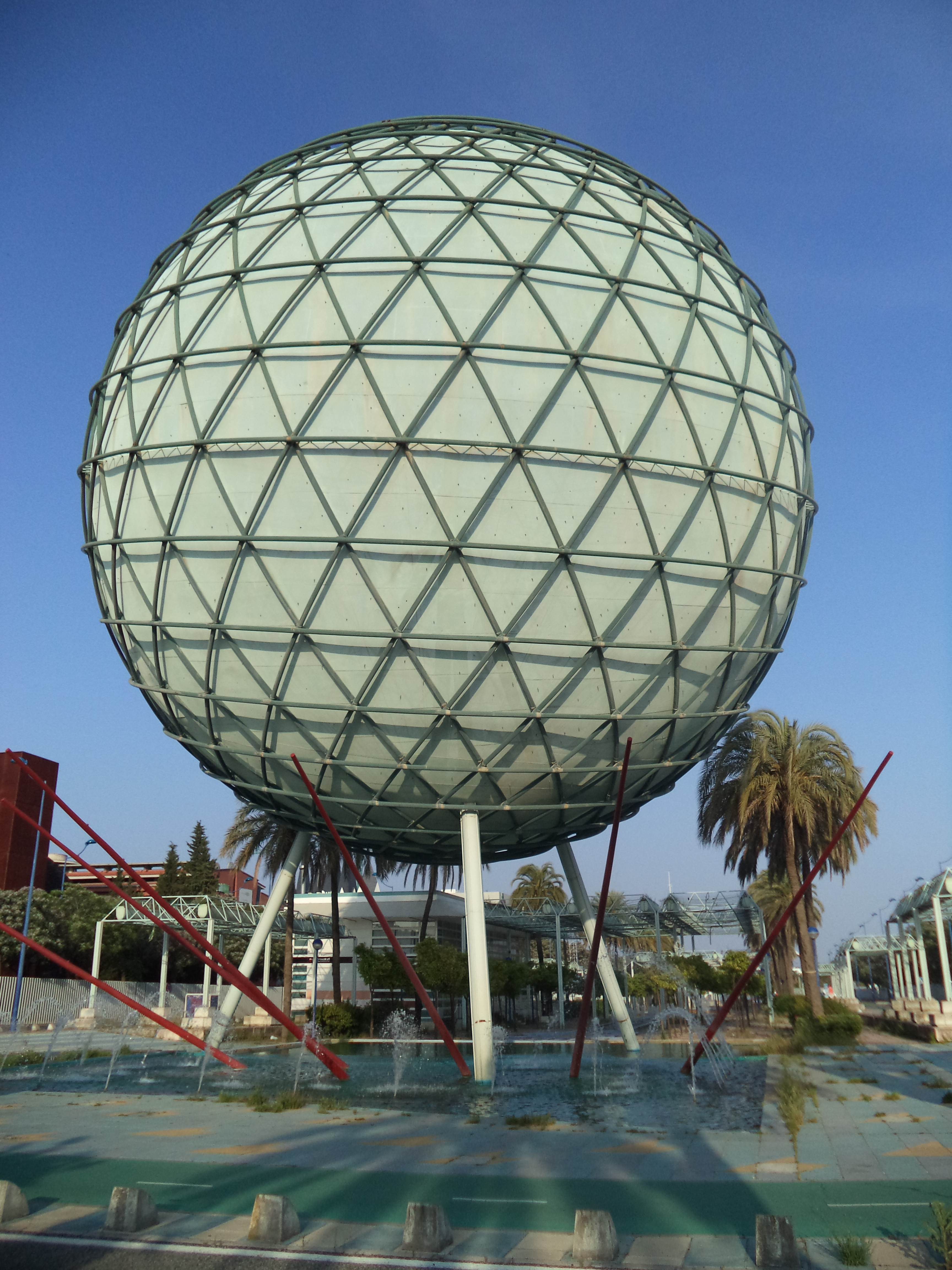
Esfera Bioclimática de la Expo '92. Está sobre una fuente y tenía pequeños surtidores que vaporizaban agua

El 26 de enero de 1981 el Ayuntamiento de Sevilla aprueba la petición de apoyo consolidándose como sede del acontecimiento.
El 3 de marzo de 1982 el Gobierno español solicita formalmente a la Oficina Internacional de Exposiciones (en adelante OIE) la organización de una Exposición Universal, la coincidencia con la ya propuesta Exposición Universal de Chicago en esa misma fecha obliga a cambiar los estatutos de la OIE para poder simultanear las dos Exposiciones. El 31 de mayo de 1982 el Instituto de Cooperación Iberoamericana crea el proyecto "Sevilla 1992", dando por fin un nombre a lo que sucedería dos lustros más tarde.
El 15 de junio de 1983 se presentó en París ante la OIE el proyecto conjunto entre España y Estados Unidos para la celebración en 1992 de la Exposición Universal de Chicago-Sevilla. A finales de año dicha organización aprueba el Reglamento General para la Exposición con un presupuesto estimado de 183.733 millones de pesetas.

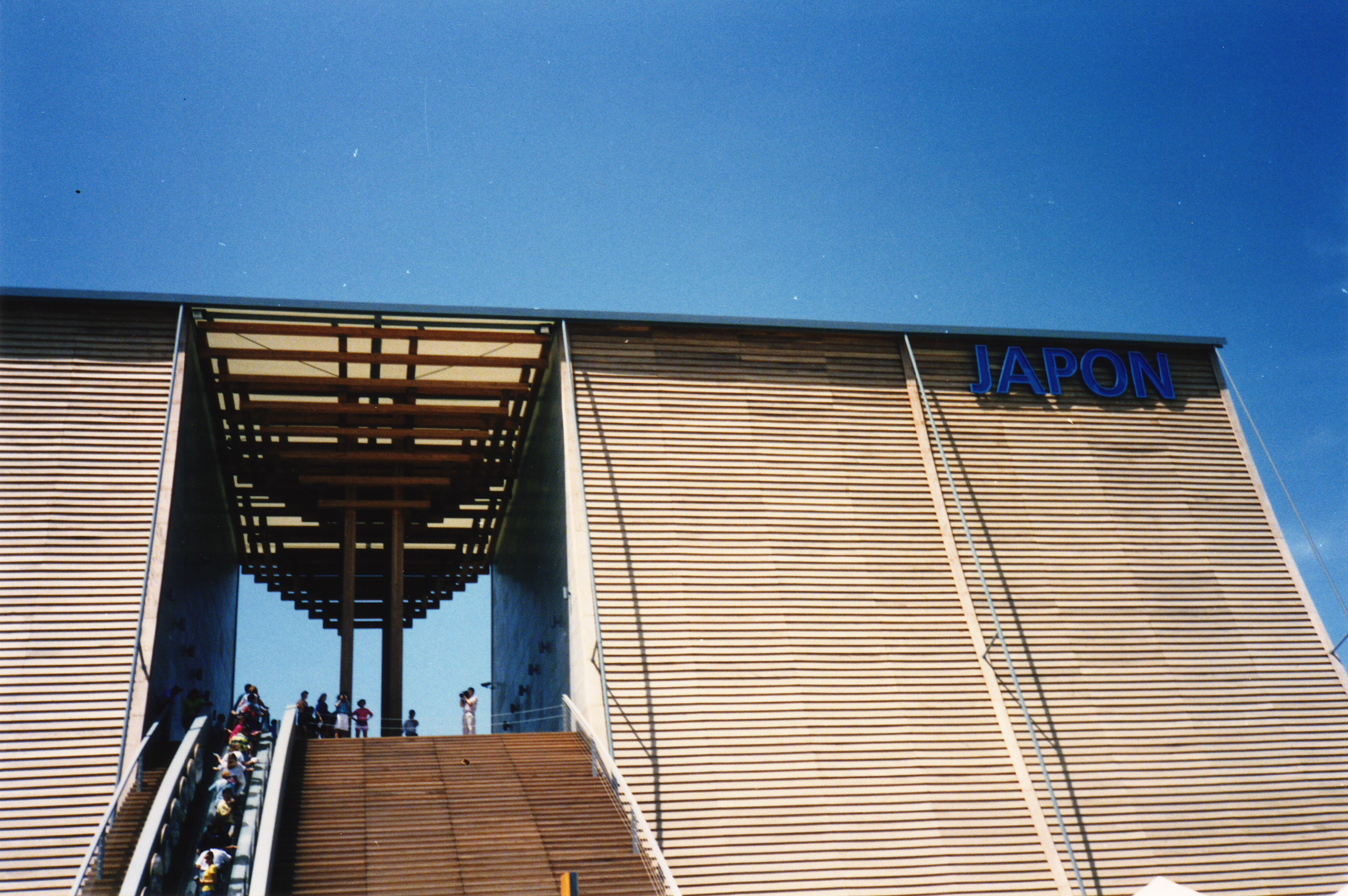
Pabellón de Japón.

El 21 de junio de 1985 la organización Chicago´92 comunica a la OIE la existencia de problemas organizativos. El 4 de diciembre de ese mismo año la asamblea de la OIE decide que Sevilla quede como sede única de la Expo '92.
La celebración del acontecimiento transformó la ciudad urbanísticamente, se construyó una nueva red viaria, nuevas autovías y rondas de circunvalación, se levantó una nueva estación central de ferrocarril y se amplió el aeropuerto; fue un gran impulso para Sevilla. Destaca la construcción de una infraestructura que supuso un antes y un después para el transporte en España, el AVE (acrónimo de Alta Velocidad Español) y que, por otra parte, fue muy criticado por muchos medios de comunicación, así como por partidos políticos en la oposición.

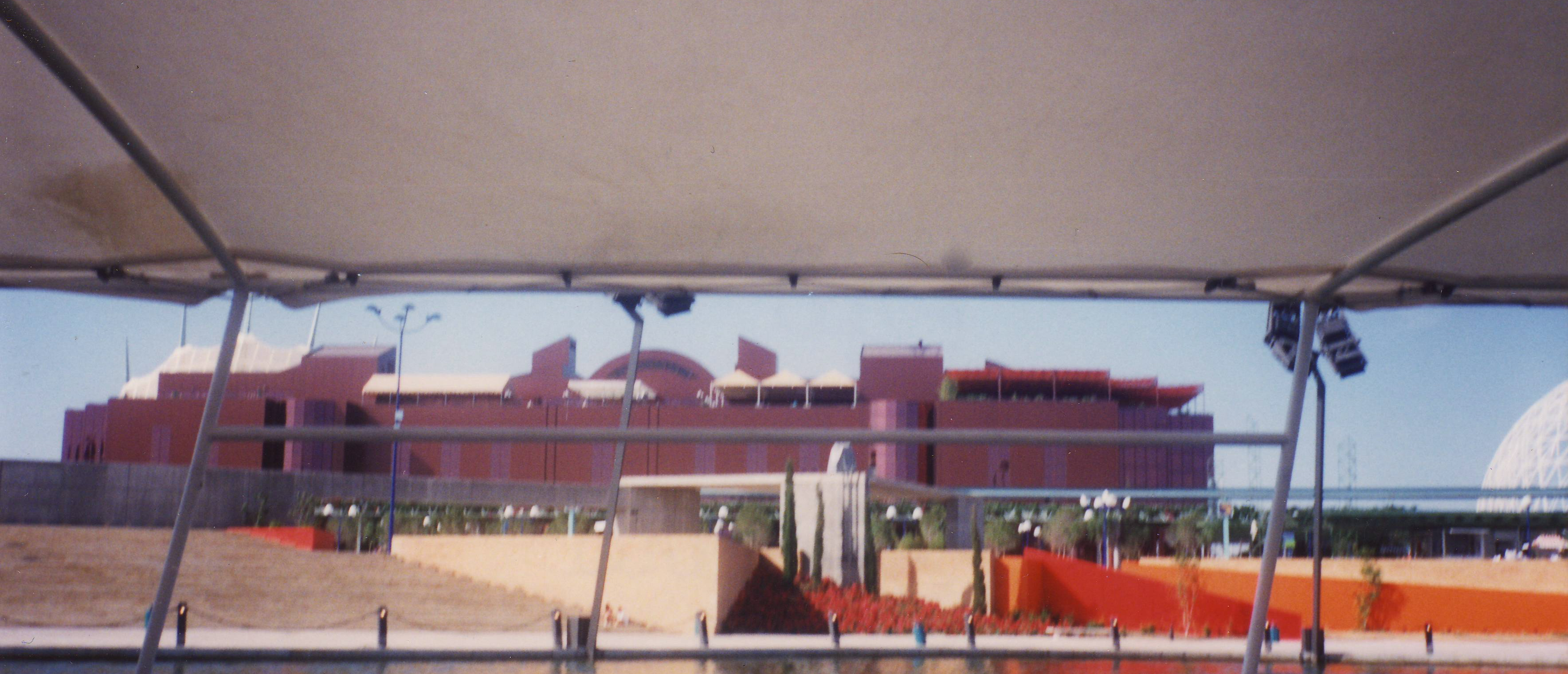
Exterior de Plaza de América, donde estaba el pabellón permanente que albergó a varios países iberoamericanos.

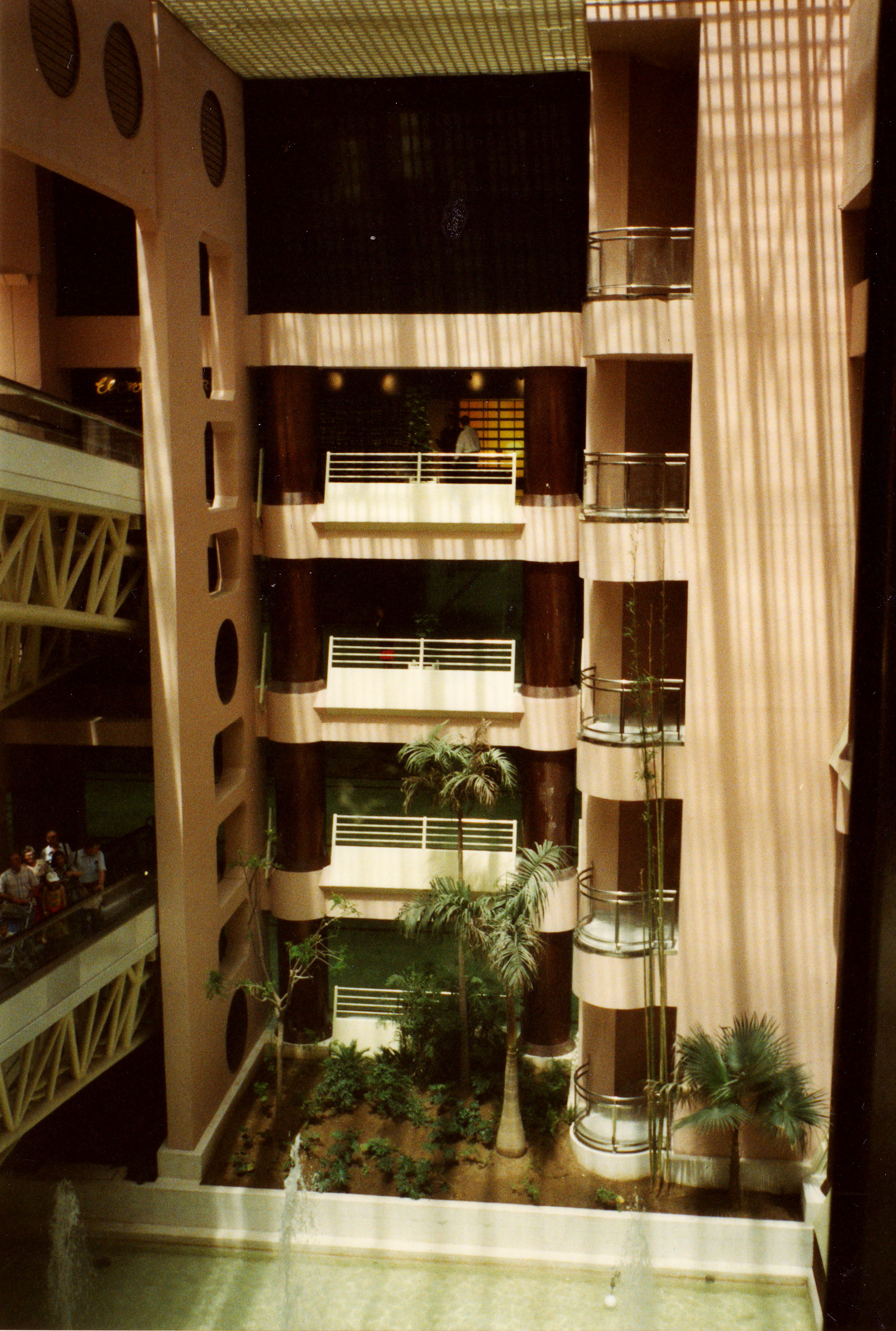
Interior del pabellón que había en la plaza de América.

Para acoger la Exposición Universal se aprovecharon 250 ha de terreno agrícola en donde se ubicaba el histórico Monasterio de la Cartuja, donde vivió y estuvo enterrado por varios años Cristóbal Colón. El edificio estaba en un estado de ruina total y se necesitó de una gran obra de rehabilitación para devolverle el esplendor de antaño y convertirlo en el símbolo de Expo '92. La transformación de estos terrenos, conocidos como la isla de la Cartuja, fue considerada la mayor obra pública de la década en Europa.
La construcción de las infraestructura, los espacios públicos y los pabellones de Expo '92 se realizó en un tiempo récord y solamente se produjeron escasos incidentes.
Durante la exposición se fabricaron dos réplicas de la Niña, la Pinta y la Santa María y una réplica de la nao "Victoria". Unas réplicas de las carabelas colombinas se expusieron en el Pabellón de la Navegación y posteriormente fueron compradas por la Junta de Andalucía y hoy están situadas en el muelle de las Carabelas en Palos de la Frontera. Las otras tres fueron cedidas para la producción de la película 1492: la conquista del paraíso y luego iniciaron un periplo por  las América hasta que el Gobierno español las alquiló al Museo de Ciencia e Historia de Corpus Christi, en Texas, donde permanecen hasta la actualidad.
El 22 de noviembre de 1991 se botó en el municipio onubense de Isla Cristina la citada réplica de la Nao Victoria para enviarse a la exposición sevillana. En 20 minutos el barco se volcó porque, al encontrarse vacía y sin lastre, la línea de flotación del barco de madera se encontraba en una parte muy baja del casco. En el barco se encontraba una actriz disfrazada de Curro para hacer una sesión de fotos y promocionar el evento, sin embargo,ella casi se hundó junto con el barco y tuvo que ser rescatada por una embarcación pequeña. Por fortuna, la nao Victoria pudo ser recuperada y exponerse junto con las carabelas de Colón en el pabellón de la Navegación durante la muestra. Tras la Expo '92 estuvo varada junto al citado pabellón y, después de esto, fue llevada a la Expo 2005,celebrada en Aichi,Japón donde se exhibió como parte del pabellón español. A la postre se creó la Fundación Nao Victoria que viaja por el mundo con la nao Victoria dando a conocer la historia de la navegación española. La Fundación también cuenta desde 2010 con el Galeón Andalucía, la mayor réplica de un barco español jamás construida, creado para la Expo 2010 celebrada en Shanghái,China.
El mayor revés se produjo el 18 de febrero de 1992, cuando un incendio fortuito destruyó el que estaba llamado a ser el pabellón estrella de la exposición, el de los Descubrimientos. Se encargó al artista Eduardo Arroyo crear una cubierta para disimular los daños del pabellón. Esta cubierta tenía las esculturas de unos deshollinadores. Junto al pabellón se encontraba el cine 3D Omnimax, con equipos de Imax Corporation, que sí pudo ser usado durante la muestra.
En esta Exposición participaron 112 países miembros de la BIE, 23 organismos internacionales, varias empresas internacionales que también actuaron como patrocinadores, además de las 17 comunidades autónomas de España. En total se construyeron 95 pabellones, 63 de países, 6 de empresas patrocinadoras, 5 temas, 5 de organismos internacionales además de 17 de las comunidades autónomas con sus propios pabellones.
El recinto abría sus puertas a las 09:00 de la mañana y cerraba a las 04:00 de la madrugada del día siguiente. Existían cinco tipos de entradas:
1 día completo: 4000 pesetas
1 día completo (niños y ancianos): 1500 pesetas
1 noche (desde las 20:30 hasta las 04:00): 1000 pesetas
3 días: 10 000 pesetas
Todos los días: 30 000 pesetas
Durante todos los días se organizaron conciertos con los grupos musicales del momento, coloridos y multitudinarios desfiles y cabalgatas. En cada jornada se celebraba el día de un país u organismo participante y se organizaban actos referentes al mismo.
Por la noche destacaba el Espectáculo del Lago de España donde todas las noches se mezclaban luz, sonido, láser y fuegos artificiales con proyecciones sobre distintos abanicos generados con chorros de agua. El espectáculo terminaba siempre con la aparición de la mascota Curro dando la bienvenida.
Durante los 176 días que el recinto permaneció abierto al público se contabilizaron un total de 41,8 millones de visitas.

## Arquitectura del paisaje en la Exposición

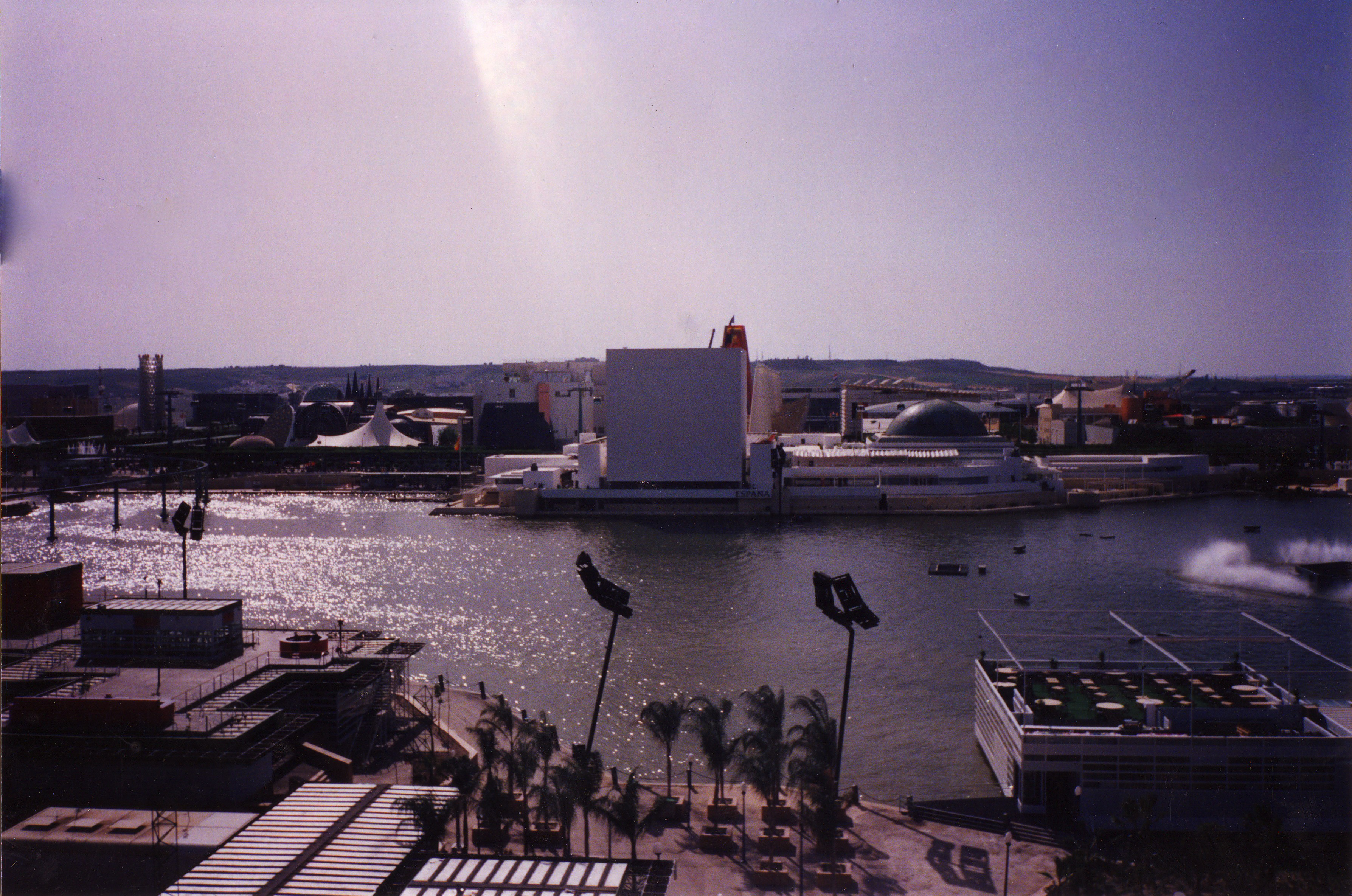
Pabellón de España en la Expo '92.

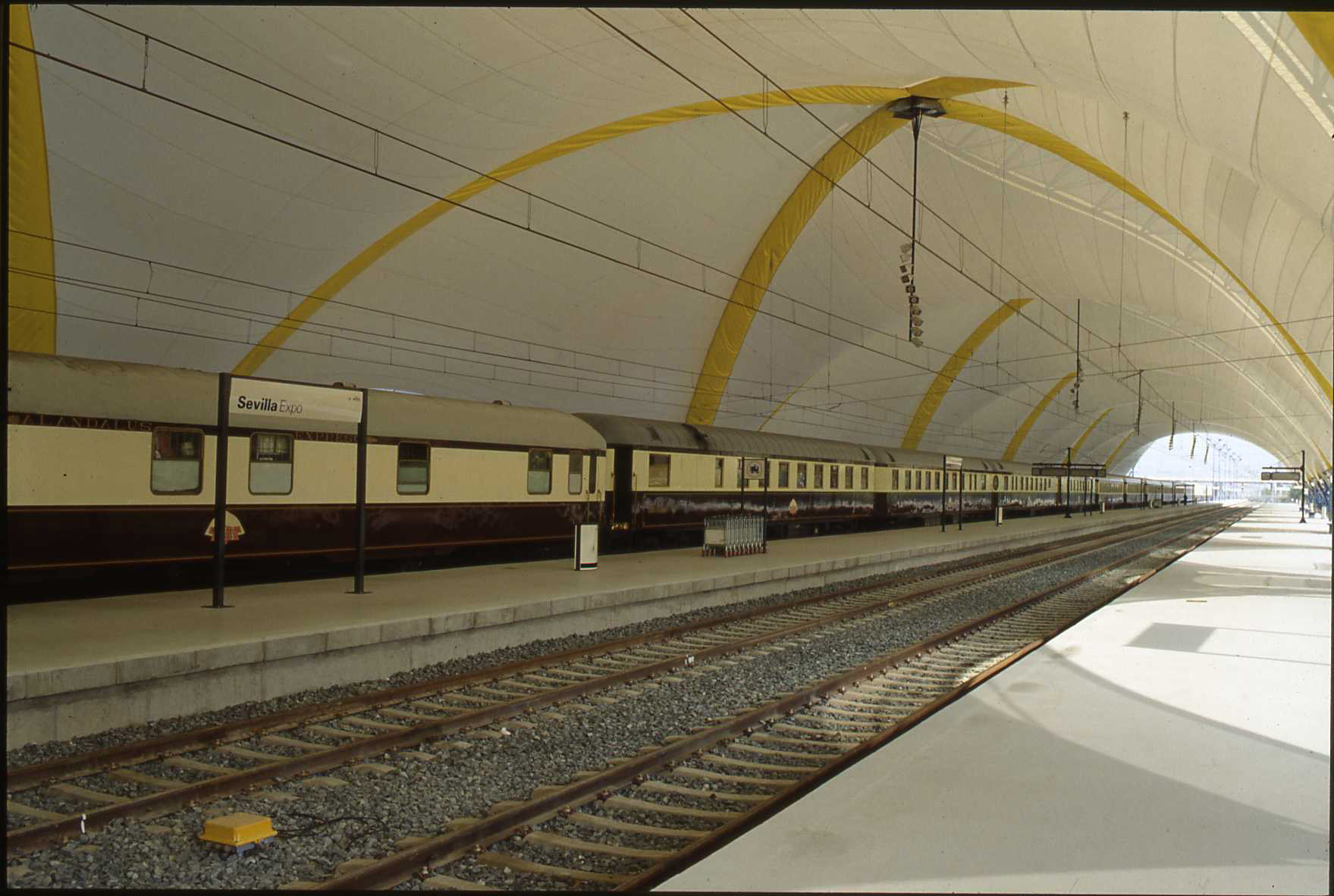
Estación ferroviaria provisional que se habilitó para la recepción de pasajeros durante la Exposición. Fue restaurada en 2012 para ser usada como estación de trenes de cercanías.

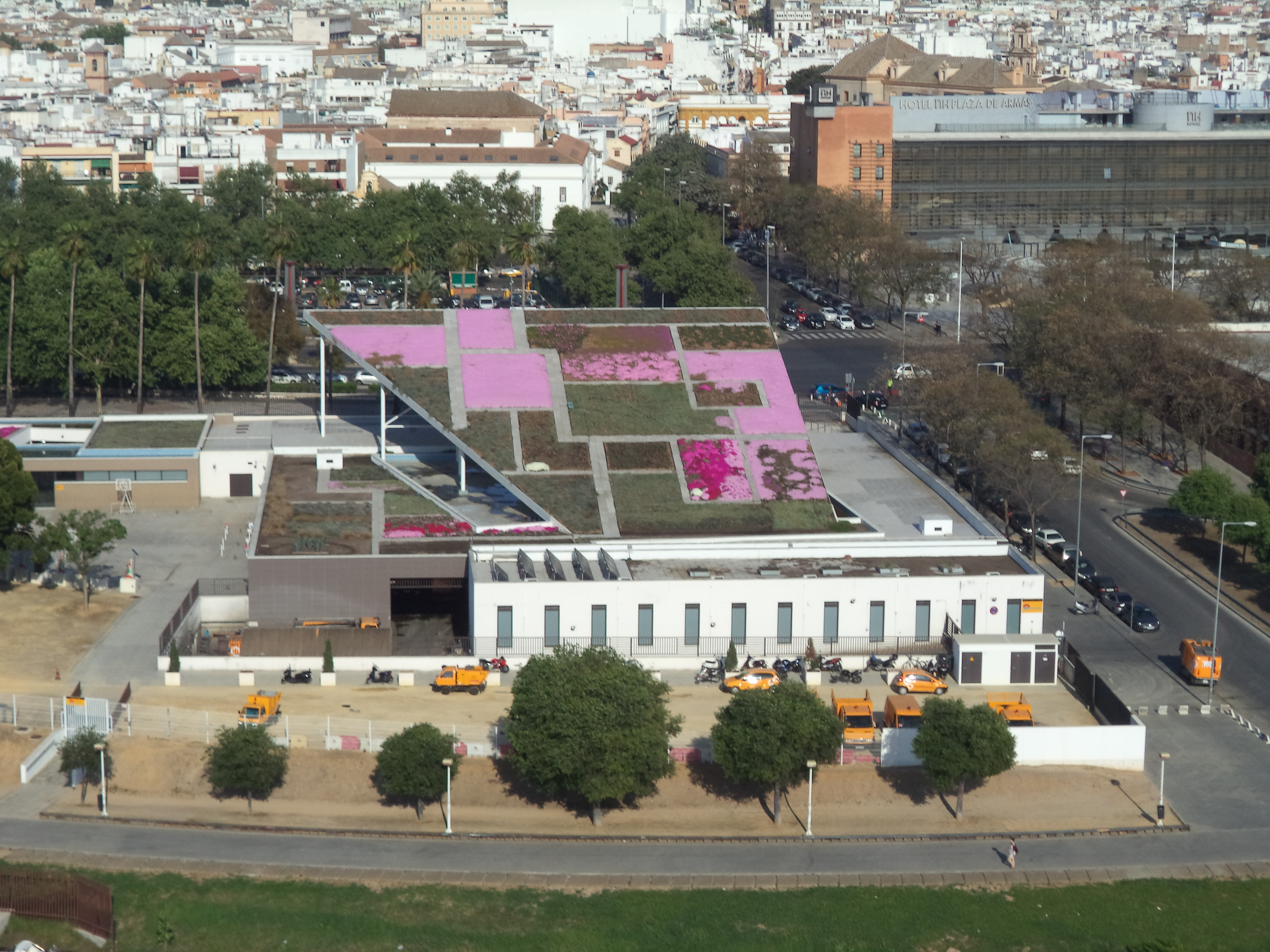
Estación de telecabina de la Expo '92. En 2011 se adaptó para ser sede del parque auxiliar de Lipasam para el Centro y le fue colocado un jardín en altura en su tejado.

El Plan Director del Paisajismo de la Exposición Universal de Sevilla fue encargado al equipo formado por Jorge Subirana y Silvia Decorde, que realizaron el encaje de los espacios públicos verdes de las avenidas, los accesos y parques intramuros y perimetrales de la exposición.
Su intervención sentó las bases para una exposición, enclavada sobre una isla de aluvión, donde la vegetación corría a la par que la arquitectura incorporándose a los espacios verdes el "Proyecto Pérgolas" y el "Proyecto de Bioclimatismo" que sentó las bases en España para el desarrollo de un urbanismo medioambientalmente sostenible. Los responsables del proyecto bioclimático y sistemas de climatización de espacios exteriores fueron el Dr. Arq. Jaime López de Asiain junto a los Dres en física Valeriano Ruiz Hernández y Jaime Navarro Casas todos catedráticos de la Escuela Técnica Superior de Sevilla.
En el diseño del paisaje tuvieron especial importancia varios elementos para el desarrollo en dos años de una ciudad arbolada. Por un lado la incorporación de un equipo de paisajistas para el desarrollo del plan director del recinto. Por otro la incorporación al equipo de diseño de la organización de un arquitecto paisajista que velara por el desarrollo y la unidad de los proyectos arquitectónicos a partir de los ejemplares arbóreos. Junto a ello la decisión de incorporar un vivero de aclimatación y una central de compras propia que garantizaba la existencia de ejemplares arbóreos de gran tamaño repicados y disponibles en cualquier momento, así como la aclimatación y el cultivo de las especies donadas por los países iberoamericanos dentro de la "Operación Raíces" y la segregación de las obras de paisajismo de las obras de construcción, pionera en España, permitió garantizar la ejecución de los proyectos de paisaje en su integridad sin los vaivenes económicos propios de este tipo de obras.
La ejecución en un periodo récord de dos años con la incorporación de casi 25.000 ejemplares arbóreos, la introducción de nuevas especies botánicas en Europa a finales del siglo XX, la formación de un anillo verde y el diseño de los espacios públicos arbolados, convirtieron este proyecto en referente para las futuras exposiciones y su influencia en el desarrollo de las nuevas ciudades y urbanizaciones aún perdura a pesar del deterioro y la desaparición de muchos de los espacios proyectados.
También participaron en el proyecto Margarita Arencibia (1990) y Ricardo Librero (1990 a 1992) como paisajistas del Equipo de Diseño de Expo '92. Alberto García Camarasa como Director del "Programa de Forestación y Jardinería", teniendo a su cargo como directores de proyectos para la dirección de las obras de jardinería y paisaje a Juan Antonio Cabrera (1989-90), Ricardo Librero (1990-1992) y Mónica Magíster (1991-1992), para la dirección de las obras de infraestructura de riego y fertirrigación a Jesús de Vicente y la dirección del Vivero Expo´92 a Esperanza Romero.[cita requerida] Junto a ellos el equipo de la Universidad de Sevilla dirigidos por el Catedrático Benito Valdés que coordinó la Operación Raíces, cuyo asesoramiento permitió la ejecución del jardín Americano, a cuyo frente se incorporó durante la etapa expositiva como director del jardín, Mariano Martín, siendo el único recinto verde que contaba con un director dada la importancia de su contenido, equiparándose su estructura a la de los pabellones expositivos.
Entre los proyectos de paisajismo desarrollados para la Exposición Universal, muchos de los cuales aún pueden contemplarse, destacaron: Parque Jardín del Guadalquivir (J. Subirana y S. Decorde), Jardines de la Cartuja y Oficinas Caracolas (Subirana y Decorde), Muro de Defensa y Bosque en Galería (Subirana y Decorde), Jardín de las Américas (R. Librero), Avenida 5 (R. Librero), World Trade Center (R. Librero, A. García Camarasa), Avenidas 2 (M. Arencibia), Avenidas 1 y 4 y Camino de los Descubrimientos (M.Arencibia, R. Librero), Avenida de los Descubrimientos (Juan de Aizpuru), Borde del Lago (R. Librero), Aparcamientos de Autobuses (M. Arencibia), Aparcamientos de Turismos (R. Librero), Pabellones de la Organizadora (R. Librero), pabellón del siglo XV (Leandro Silva, R. Librero), Proyecto Pérgolas (A. García Camarasa), Cubiertas ajardinadas modulares y Avenida V (R. Librero), Proyectos de Infraestructura de Riego y Fertirrigación (J. de Vicente).
Los espacios verdes a partir de este evento dejaron de ser meros acompañamientos en España para ser protagonistas en pie de igualdad con la arquitectura y el urbanismo.

## Los participantes y sus pabellones
Los participantes en la exposición fueron los siguientes:
| País                                   | Arquitecto                                                                                | Tipo de pabellón                                                     | Uso posterior | Observaciones | Imagen |
| África                                 |                                                                                           |                                                                      | | |        |
| Angola                                 | Álvaro Navarro Miguel M. de Castilla                                                      | Pabellón conjunto permanente (Plaza de África)                       | Confederación de empresarios de Andalucía | |        |
| Argelia                                | Agustín Prudencio Díaz                                                                    | Pabellón individual efímero                                          | Desmontado | |        |
| Cabo Verde                             | Álvaro Navarro Miguel M. de Castilla                                                      | Pabellón conjunto permanente (Plaza de África)                       | Confederación de empresarios de Andalucía | |        |
| Camerún                                | Álvaro Navarro Miguel M. de Castilla                                                      | Pabellón conjunto permanente (Plaza de África)                       | Confederación de empresarios de Andalucía | |        |
| República del Congo                    | Álvaro Navarro Miguel M. de Castilla                                                      | Pabellón conjunto permanente (Plaza de África)                       | Confederación de empresarios de Andalucía | |        |
| Costa de Marfil                        | Álvaro Navarro Miguel M. de Castilla                                                      | Pabellón conjunto permanente (Plaza de África)                       | Confederación de empresarios de Andalucía | |        |
| Egipto                                 | Jesús Castañón Díaz Rafael Zapata Eduardo Gómez                                           | Pabellón conjunto efímero (Pabellón de los países árabes)            | Demolido | |        |
| Gabón                                  | Álvaro Navarro Miguel M. de Castilla                                                      | Pabellón conjunto permanente (Plaza de África)                       | Confederación de empresarios de Andalucía | |        |
| Guinea-Bisáu                           | Álvaro Navarro Miguel M. de Castilla                                                      | Pabellón conjunto permanente (Plaza de África)                       | Confederación de empresarios de Andalucía | |        |
| Guinea Ecuatorial                      | Álvaro Navarro Miguel M. de Castilla                                                      | Pabellón conjunto permanente (Plaza de África)                       | Confederación de empresarios de Andalucía | |        |
| Kenia                                  | Álvaro Navarro Miguel M. de Castilla                                                      | Pabellón conjunto permanente (Plaza de África)                       | Confederación de empresarios de Andalucía | |        |
| Marruecos                              | Michel Pinseau                                                                            | Pabellón individual permanente                                       | Sede de la Fundación Tres Culturas del Mediterráneo | Perfectamente conservado |        |
| Mauritania                             | Eulalia A. Marqués Garrido                                                                | Pabellón individual efímero                                          | Derribado | |        |
| Mozambique                             | Álvaro Navarro Miguel M. de Castilla                                                      | Pabellón conjunto permanente (Plaza de África)                       | Confederación de empresarios de Andalucía | |        |
| Níger                                  | Álvaro Navarro Miguel M. de Castilla                                                      | Pabellón conjunto permanente (Plaza de África)                       | Confederación de empresarios de Andalucía | |        |
| Santo Tomé y Príncipe                  | Álvaro Navarro Miguel M. de Castilla                                                      | Pabellón conjunto permanente (Plaza de África)                       | Confederación de empresarios de Andalucía | |        |
| Senegal                                | Álvaro Navarro Miguel M. de Castilla                                                      | Pabellón conjunto permanente (Plaza de África)                       | Confederación de empresarios de Andalucía | |        |
| Túnez                                  | Abdelhamid Ayadi                                                                          | Pabellón individual efímero                                          | Desmontado | |        |
| Zimbabue                               | Álvaro Navarro Miguel M. de Castilla                                                      | Pabellón conjunto permanente (Plaza de África)                       | Confederación de empresarios de Andalucía | |        |
| América                                |                                                                                           |                                                                      | | |        |
| Antigua y Barbuda                      | Jesús Castañón Díaz Ernesto Sánchez Zapata Eduardo Gómez García                           | Pabellón efímero conjunto (Pabellón del Caribe)                      | Demolido | |        |
| Argentina                              | Jesús Castañón Díaz Ernesto Sánchez Zapata Eduardo Gómez García                           | Pabellón conjunto permanente (Plaza de América)                      | Escuela Superior de Ingeniería | |        |
| Bahamas                                | Jesús Castañón Díaz Ernesto Sánchez Zapata Eduardo Gómez García                           | Pabellón efímero conjunto (Pabellón del Caribe)                      | Demolido | |        |
| Bolivia                                | Jesús Castañón Díaz Ernesto Sánchez Zapata Eduardo Gómez García                           | Pabellón conjunto permanente (Plaza de América)                      | Escuela Superior de Ingeniería | |        |
| Brasil                                 | Jesús Castañón Díaz Ernesto Sánchez Zapata Eduardo Gómez García                           | Pabellón conjunto permanente (Plaza de América)                      | Escuela Superior de Ingeniería | |        |
| Canadá                                 | Bing Thom                                                                                 | Pabellón individual permanente                                       | Sede de EOI y sala de eventos y cine IMAX Box Sevilla. | |        |
| Chile                                  | Germán del Sol y José Cruz                                                                | Pabellón individual efímero                                          | Sin uso | Pabellón de madera; exponía un iceberg de la Antártida                                                                                     |        |
| Colombia                               | Jesús Castañón Díaz Ernesto Sánchez Zapata Eduardo Gómez García                           | Pabellón conjunto permanente (Plaza de América)                      | Escuela Superior de Ingeniería | |        |
| Costa Rica                             | Jesús Castañón Díaz Ernesto Sánchez Zapata Eduardo Gómez García Carlos Valenzuela Fonseca | Pabellón conjunto permanente (Plaza de América) Diseñador y ejecutor | Escuela Superior de Ingeniería Pabellón de Costa Rica | Costa Rica transmitió con su proyecto un mensaje de cooperación internacional para un nuevo orden ecológico mundial                        |        |
| Cuba                                   | José Ramón Moreno Orestes del Castillo                                                    | Pabellón individual efímero                                          | Reformado y ampliado y en uso por VEIASA (Verificadores industriales de Andalucía, S.A.) | |        |
| Dominica                               | Jesús Castañón Díaz Ernesto Sánchez Zapata Eduardo Gómez García                           | Pabellón efímero conjunto (Pabellón del Caribe)                      | Demolido | |        |
| Ecuador                                | Jesús Castañón Díaz Ernesto Sánchez Zapata Eduardo Gómez García                           | Pabellón conjunto permanente (Plaza de América)                      | Escuela Superior de Ingeniería | |        |
| El Salvador                            | Jesús Castañón Díaz Ernesto Sánchez Zapata Eduardo Gómez García                           | Pabellón conjunto permanente (Plaza de América)                      | Escuela Superior de Ingeniería | |        |
| Estados Unidos                         | Carlos Langdon Ruiz y Myers                                                               | Pabellón individual efímero                                          | Desmontado | En su parcela se edificó la facultad de comunicación de la Universidad de Sevilla                                                          |        |
| Granada                                | Jesús Castañón Díaz Ernesto Sánchez Zapata Eduardo Gómez García                           | Pabellón efímero conjunto (Pabellón del Caribe)                      | Demolido | |        |
| Guatemala                              | Jesús Castañón Díaz Ernesto Sánchez Zapata Eduardo Gómez García                           | Pabellón conjunto permanente (Plaza de América)                      | Escuela Superior de Ingeniería | |        |
| Haití                                  | Jesús Castañón Díaz Ernesto Sánchez Zapata Eduardo Gómez García                           | Pabellón conjunto permanente (Plaza de América)                      | Escuela Superior de Ingeniería | |        |
| Honduras                               | Jesús Castañón Díaz Ernesto Sánchez Zapata Eduardo Gómez García                           | Pabellón conjunto permanente (Plaza de América)                      | Escuela Superior de Ingeniería | |        |
| Jamaica                                | Jesús Castañón Díaz Ernesto Sánchez Zapata Eduardo Gómez García                           | Pabellón efímero conjunto (Pabellón del Caribe)                      | Demolido | |        |
| México                                 | Pedro Ramírez Vázquez                                                                     | Pabellón individual permanente                                       | Cartuja Producciones y Endesa Servicios | Pabellón reformado y ampliado |        |
| Montserrat                             | Jesús Castañón Díaz Ernesto Sánchez Zapata Eduardo Gómez García                           | Pabellón efímero conjunto (Pabellón del Caribe)                      | Demolido | |        |
| Nicaragua                              | Jesús Castañón Díaz Ernesto Sánchez Zapata Eduardo Gómez García                           | Pabellón conjunto permanente (Plaza de América)                      | Escuela Superior de Ingeniería | |        |
| Panamá                                 | Jesús Castañón Díaz Ernesto Sánchez Zapata Eduardo Gómez García                           | Pabellón conjunto permanente (Plaza de América)                      | Escuela Superior de Ingeniería | |        |
| Paraguay.                              | Jesús Castañón Díaz Ernesto Sánchez Zapata Eduardo Gómez García                           | Pabellón conjunto permanente (Plaza de América)                      | Escuela Superior de Ingeniería | |        |
| Perú                                   | Jesús Castañón Díaz Ernesto Sánchez Zapata Eduardo Gómez García                           | Pabellón conjunto permanente (Plaza de América)                      | Escuela Superior de Ingeniería | |        |
| Puerto Rico                            | Segundo Cardona Luis Sierra Alberto Ferrer                                                | Pabellón individual permanente                                       | En uso por Correos; sede de CIDEP, Centro de Investigación y Desarrollo Postal | |        |
| República Dominicana                   | Jesús Castañón Díaz Ernesto Sánchez Zapata Eduardo Gómez García                           | Pabellón conjunto permanente (Plaza de América)                      | Escuela Superior de Ingeniería | |        |
| Santa Lucía                            | Jesús Castañón Díaz Ernesto Sánchez Zapata Eduardo Gómez García                           | Pabellón efímero conjunto (Pabellón del Caribe)                      | Demolido | |        |
| San Vicente y las Granadinas           | Jesús Castañón Díaz Ernesto Sánchez Zapata Eduardo Gómez García                           | Pabellón efímero conjunto (Pabellón del Caribe)                      | Demolido | |        |
| San Cristóbal y Nieves                 | Jesús Castañón Díaz Ernesto Sánchez Zapata Eduardo Gómez García                           | Pabellón efímero conjunto (Pabellón del Caribe)                      | Demolido | |        |
| Trinidad y Tobago                      | Jesús Castañón Díaz Ernesto Sánchez Zapata Eduardo Gómez García                           | Pabellón efímero conjunto (Pabellón del Caribe)                      | Demolido | |        |
| Uruguay                                | Jesús Castañón Díaz Ernesto Sánchez Zapata Eduardo Gómez García                           | Pabellón conjunto permanente (Plaza de América)                      | Escuela Superior de Ingeniería | |        |
| Venezuela                              | Enrique Hernández                                                                         | Pabellón individual efímero                                          | Desmontado | |        |
| Asia                                   |                                                                                           |                                                                      | | |        |
| Arabia Saudita                         | Fitch Benoy                                                                               | Pabellón individual efímero                                          | Demolido | |        |
| China                                  | Wang Song Jiang                                                                           | Pabellón individual efímero                                          | Demolido | |        |
| Corea del Sur                          | Hak-Sun Oh                                                                                | Pabellón individual efímero                                          | En uso por la empresa Alter Technology | Pabellón conjunto de las dos Coreas |        |
| EAU                                    | Marqués Gracés y Asoc                                                                     | Pabellón individual efímero                                          | Demolido | |        |
| Filipinas                              | Fernando Mendoza Castells                                                                 | Pabellón individual efímero                                          | Demolido | |        |
| India                                  | García-Rosales y Pellicer                                                                 | Pabellón individual efímero                                          | Demolido | |        |
| Irak                                   | Jesús Castañón Díaz Rafael Zapata Eduardo Gómez                                           | Pabellón conjunto efímero (Pabellón de los Países Árabes)            | Demolido | |        |
| Israel                                 | Uri Shaviv                                                                                | Pabellón individual efímero                                          | Demolido | |        |
| Japón                                  | Tadao Ando                                                                                | Pabellón individual efímero                                          | Desmontado en 1993 | Mayor edificio de madera sin utilización de clavos                                                                                         |        |
| Jordania                               | Jesús Castañón Díaz Rafael Zapata Eduardo Gómez                                           | Pabellón conjunto efímero (Pabellón de los Países Árabes)            | Demolido | |        |
| Kuwait                                 | Santiago Calatrava                                                                        | Pabellón individual efímero                                          | Permanece como sede de la Agencia de Medio Ambiente y Agua de la Junta de Andalucía | |        |
| Malasia                                | Kumpulan Jetson                                                                           | Pabellón individual efímero                                          | Demolido | |        |
| Omán                                   | Azri Architects                                                                           | Pabellón individual efímero                                          | Demolido | |        |
| Pakistán                               | Architectural Clinic                                                                      | Pabellón individual efímero                                          | Demolido | |        |
| Singapur                               | Conrad Design Pacific Limited                                                             | Pabellón individual efímero                                          | Demolido | |        |
| Sri Lanka                              | José Antonio Obregón                                                                      | Pabellón individual efímero                                          | Demolido | |        |
| Siria                                  | Jesús Castañón Díaz Rafael Zapata Eduardo Gómez                                           | Pabellón conjunto efímero (Pabellón de los Países Árabes)            | Demolido | |        |
| Tailandia                              | Prajade Thiravat                                                                          | Pabellón individual efímero                                          | Demolido | |        |
| Yemen                                  | Jesús Castañón Díaz Rafael Zapata Eduardo Gómez                                           | Pabellón conjunto efímero (Pabellón de los Países Árabes)            | Demolido | |        |
| Europa                                 |                                                                                           |                                                                      | | |        |
| Alemania                               | Lippsimeier                                                                               | Pabellón individual efímero                                          | Demolido | |        |
| Austria                                | Volker Giencke                                                                            | Pabellón individual permanente                                       | Demolido en 2007 | Sede de la empresa Controlban hasta su demolición                                                                                          |        |
| Bélgica                                | Thomaes Driesen Meersman                                                                  | Pabellón individual efímero                                          | Demolido | Sufrió un incendio en 2003, tras el cual se decidió su demolición                                                                          |        |
| Bulgaria                               | Fernando Mendoza Castells                                                                 | Pabellón efímero compartido con Polonia                              | Demolido | |        |
| Checoslovaquia                         | Martín Nemec Jan Stempel                                                                  | Pabellón individual efímero                                          | Demolido en 2007 | Utilizado hasta su demolición por la empresa Ayesa                                                                                         |        |
| Chipre                                 | Cristos Theodorou                                                                         | Pabellón individual efímero                                          | | |        |
| Dinamarca                              | Jon Sondergeerd                                                                           | Pabellón individual efímero                                          | Desmontado y vendido a Japón | Fue trasladado a Kyōtanba, Japón, para formar parte de un museo de cultura danesa. En su parcela se edificó la Tecnoincubadora Marie Curie |        |
| España                                 | Julio Cano Lasso                                                                          | Pabellón individual permanente                                       | Oficinas de Isla Mágica | |        |
| Estonia                                | Sandro Lomoro                                                                             | Pabellón efímero compartido con Letonia y Lituania                   | Desmontado en 1995 | |        |
| Finlandia                              | Jaaskelainen Sanaksenaho Rouhiainen Kaakko Tirkkonen                                      | Pabellón individual permanente                                       | Fundación de Investigación y Difusión de la Arquitectura (FIDAS) del Colegio de Arquitectos de Sevilla | La Garganta del Infierno |        |
| Francia                                | Jean Paul Viguier Jean Francois Jodry Francois Seigneur                                   | Pabellón individual permanente                                       | Usado por el Centro de Innovación de la Moda y el Diseño, posteriormente por Fundación Victorio & Lucchino y también por Alestis Aerospace. Actualmente es un espacio de acelaración de empresas Startup de Andalucía Open Future, denominado El Cubo. | |        |
| Grecia                                 | Mariano Vilallong Luis Leirado Campo                                                      | Pabellón individual efímero                                          | Demolido | |        |
| Países Bajos                           | Fred Temme Moshe Zwarts Rein Jansha                                                       | Pabellón individual efímero                                          | Desmontado | |        |
| Hungría                                | Imre Makovecz                                                                             | Pabellón individual efímero                                          | Albergó el Museo de la Energía Viva. Actualmente sin uso | BIC desde 2007 |        |
| Irlanda                                | James O`Connor                                                                            | Pabellón individual efímero                                          | Desmontado | |        |
| Italia                                 | Gae Aulenti Pierluigi Spadolini                                                           | Pabellón individual permanente                                       | Centro de empresas | |        |
| Letonia                                | Sandro Lomoro                                                                             | Pabellón efímero compartido con Estonia y Lituania                   | Desmontado en 1995 | |        |
| Lituania                               | Sandro Lomoro                                                                             | Pabellón efímero compartido con Estonia y Letonia                    | Desmontado en 1995 | |        |
| Luxemburgo                             | Paczowski-Fritsch y Asociados                                                             | Pabellón individual efímero                                          | Demolido | |        |
| Mónaco                                 | Fabrice Notari                                                                            | Pabellón individual permanente                                       | Estación de Ecología Acuática Príncipe Alberto I de Mónaco dirigida por EMASESA | |        |
| Noruega                                | Paul Henry Engh                                                                           | Pabellón individual efímero                                          | Demolido | |        |
| Polonia                                | Fernando Mendoza Castells                                                                 | Pabellón efímero compartido con Bulgaria                             | Demolido | |        |
| Portugal                               | Manuel Graca Dias y Egas José Vieira                                                      | Permanente                                                           | Agencia Andaluza de la Energía | |        |
| Reino Unido                            | Nicholas Grimshaw & Partners                                                              | Pabellón individual efímero                                          | Desmontado y almacenado en espera de destino | Recibía el sobrenombre de “la catedral del agua”                                                                                           |        |
| Rumania                                | Alberto Carabie                                                                           | Pabellón individual efímero                                          | Demolido | |        |
| Rusia                                  | Juris Poga Aigars Sparans                                                                 | Pabellón individual efímero                                          | Desmontado | |        |
| Suecia                                 | Alenius Silfverhielm Ahlund                                                               | Pabellón individual efímero                                          | Desmontado y trasladado a Grythyttan, Suecia | Utilizado como Escuela Superior de Restauración                                                                                            |        |
| Suiza                                  | Vicent Mangeat                                                                            | Pabellón individual efímero                                          | Desmontado | |        |
| Turquía                                | Oner Tokcan, Hulusi I Gonul C. Ilder Tokcan                                               | Pabellón individual permanente                                       | En uso por la FGI (Fundación Gerontológica Internacional) | |        |
| Santa Sede                             | Miguel de Oriol e Ybarra                                                                  | Pabellón individual permanente                                       | Demolido en 2008 | |        |
| Yugoslavia                             | David Misa                                                                                | Pabellón individual efímero                                          | Desmontado | |        |
| Oceanía                                |                                                                                           |                                                                      | | |        |
| Australia                              | Philip Page David Rendon Martínez Zúñiga y Donaire                                        | Pabellón individual efímero                                          | Demolido | En su parcela se edificó el Centro Nacional de Aceleradores                                                                                |        |
| Fiyi                                   | Stuart Hugget                                                                             | Pabellón efímero conjunto (Islas del Pacífico Sur)                   | Demolido | |        |
| Islas Salomón                          | Stuart Hugget                                                                             | Pabellón efímero conjunto (Islas del Pacífico Sur)                   | Demolido | |        |
| Nueva Zelanda                          | Peter Hill                                                                                | Pabellón individual efímero                                          | En uso. Sede del Instituto de Estadística y Cartografía de Andalucía | |        |
| Papúa Nueva Guinea                     | Stuart Hugget                                                                             | Pabellón efímero conjunto (Islas del Pacífico Sur)                   | Demolido | |        |
| Tonga                                  | Stuart Hugget                                                                             | Pabellón efímero conjunto (Islas del Pacífico Sur)                   | Demolido | |        |
| Tuvalu                                 | Stuart Hugget                                                                             | Pabellón efímero conjunto (Islas del Pacífico Sur)                   | Demolido | |        |
| Vanuatu                                | Stuart Hugget                                                                             | Pabellón efímero conjunto (Islas del Pacífico Sur)                   | Demolido | |        |
| Comunidades Autónomas                  |                                                                                           |                                                                      | | |        |
| Andalucía                              | Juan Ruesga Navarro                                                                       | Pabellón individual permanente                                       | Sede de la RTVA | |        |
| Aragón                                 | José María López Latorre                                                                  | Pabellón individual efímero                                          | Trasladado a Zaragoza Actual sede de la Confederación de Empresarios de Aragón | |        |
| Asturias                               | Ramón Muñoz Antonio Sanmartín                                                             | Pabellón individual efímero                                          | Trasladado a Gijón | Se encuentra en el actual Museo del Pueblo de Asturias                                                                                     |        |
| Islas Baleares                         | Miguel Vicens Coll                                                                        | Pabellón individual efímero                                          | Demolido para la construcción de Isla Mágica | Utilizado en Cartuja, el parque de los Descubrimientos                                                                                     |        |
| Canarias                               | José Manuel Barrio César Mezquita                                                         | Pabellón individual efímero                                          | Demolido para la construcción de Isla Mágica | Utilizado en Cartuja, el parque de los Descubrimientos                                                                                     |        |
| Cantabria                              | Ricardo Piqueras Alain Pelissier y Arnaund Sompairae                                      | Pabellón individual efímero                                          | Demolido para la construcción de Isla Mágica | Utilizado en Cartuja, el parque de los Descubrimientos                                                                                     |        |
| Castilla-La Mancha                     | Jaime Lorenzo Manuel de las Casas Ignacio de las Casas                                    | Pabellón individual efímero                                          | Demolido para la construcción de Isla Mágica | Utilizado en Cartuja, el parque de los Descubrimientos                                                                                     |        |
| Castilla y León                        | Josefina González Cubero José María Martínez                                              | Pabellón individual efímero                                          | Demolido para la construcción de Isla Mágica | Utilizado en Cartuja, el parque de los Descubrimientos                                                                                     |        |
| Cataluña                               | Pere Llimona Xavier Ruiz                                                                  | Pabellón individual efímero                                          | Demolido para la construcción de Isla Mágica | Utilizado en Cartuja, el parque de los Descubrimientos                                                                                     |        |
| Comunidad Valenciana                   | Emilio Giménez                                                                            | Pabellón individual efímero                                          | Demolido para la construcción de Isla Mágica | Utilizado en Cartuja, el parque de los Descubrimientos                                                                                     |        |
| Extremadura                            | Tomás Vicente Curbelo Juan José García Viondi                                             | Pabellón individual efímero                                          | Demolido para la construcción de Isla Mágica | Utilizado en Cartuja, el parque de los Descubrimientos                                                                                     |        |
| Galicia                                | José Antonio Franco Taboada                                                               | Pabellón individual efímero                                          | Desmontado | Trasladado a Santiago de Compostela. Sede de la sociedad Xestión do Plan Xacobeo desde 1996; en espera de uso.                             |        |
| La Rioja                               | R. Gonzalo Zarandona J. Torres Castillo                                                   | Pabellón individual efímero                                          | Demolido para la construcción de Isla Mágica | Utilizado en Cartuja, el parque de los Descubrimientos                                                                                     |        |
| Comunidad de Madrid                    | José Luis Solans Ricardo del Amo y Pilar Briales                                          | Pabellón individual efímero                                          | Demolido para la construcción de Isla Mágica | Utilizado en Cartuja, el parque de los Descubrimientos                                                                                     |        |
| Navarra                                | Fernando Rendón Huici                                                                     | Pabellón individual efímero                                          | Demolido para la construcción de Isla Mágica | Utilizado en Cartuja, el parque de los Descubrimientos                                                                                     |        |
| País Vasco                             | Luis Angoloti Apolinario Fernández de Sousa                                               | Pabellón individual efímero                                          | Demolido para la construcción de Isla Mágica | Utilizado en Cartuja, el parque de los Descubrimientos                                                                                     |        |
| Región de Murcia                       | Vicente Martínez Gadea                                                                    | Pabellón individual efímero                                          | Demolido para la construcción de Isla Mágica | Utilizado en Cartuja, el parque de los Descubrimientos                                                                                     |        |
| Empresas                               |                                                                                           |                                                                      | | |        |
| Fujitsu                                | José Antonio de Aguinaga García Sergio Casado Revuelta                                    | Pabellón individual permanente                                       | En uso. Sede del Centro Público del Profesorado Sevilla. | |        |
| Siemens                                | Gunter R. Standke                                                                         | Pabellón individual permanente                                       | Utilizado por la empresa MP | |        |
| Rank Xerox                             | Manuel Carrilero                                                                          | Pabellón individual permanente                                       | En uso. Sede de la empresa Inerco | Reformado y ampliado |        |
| Cruzcampo                              | Miguel de Oriol e Ybarra                                                                  | Pabellón individual permanente                                       | Incorporado a Isla Mágica hasta 2014 En espera de uso | |        |
| ONCE                                   | Gilbert Barbany Sebastián Mateli                                                          | Pabellón individual permanente                                       | Centro de Empresas. Alberga la sede de la Fundación ONCE | |        |
| Retevisión                             | Horacio Domínguez López                                                                   | Pabellón individual permanente                                       | En uso por Canal Sur | |        |
| El Corte Inglés                        |                                                                                           | Pabellón individual efímero                                          | Demolido | |        |
| Tierras del Jerez                      | Ignacio de la Peña Muñoz                                                                  | Pabellón individual efímero                                          | Demolido | |        |
| Organizaciones internacionales         |                                                                                           |                                                                      | | |        |
| Unión Europea                          | Karsten K. Krebs                                                                          | Pabellón individual permanente                                       | En uso. Sede de PCT Cartuja 93 | |        |
| COI                                    | Rafael de la Hoz                                                                          | Pabellón individual efímero                                          | En uso. Discoteca y restaurante | |        |
| Organización de las Naciones Unidas    | José Rodríguez Gautier                                                                    | Pabellón individual permanente                                       | Demolido tras usarse como gimnasio | |        |
| Cruz Roja y Media Luna Roja            | Miguel Martínez Garrido                                                                   | Pabellón individual efímero                                          | Demolido en 2002 | |        |
| Sistema Interamericano                 | Jesús Castañón Díaz Ernesto Sánchez Zapata Eduardo Gómez García                           | Pabellón conjunto permanente (Plaza de América)                      | Escuela Superior de Ingeniería | |        |
| Banco Interamericano de Desarrollo     | Jesús Castañón Díaz Ernesto Sánchez Zapata Eduardo Gómez García                           | Pabellón conjunto permanente (Plaza de América)                      | Escuela Superior de Ingeniería | |        |
| Organización de los Estados Americanos | Jesús Castañón Díaz Ernesto Sánchez Zapata Eduardo Gómez García                           | Pabellón conjunto permanente (Plaza de América)                      | Escuela Superior de Ingeniería | |        |
| Organización Panamericana de la Salud  | Jesús Castañón Díaz Ernesto Sánchez Zapata Eduardo Gómez García                           | Pabellón conjunto permanente (Plaza de América)                      | Escuela Superior de Ingeniería | |        |
| Liga Árabe                             | Jesús Castañón Díaz Rafael Zapata Eduardo Gómez                                           | Pabellón conjunto efímero (Pabellón de los Países Árabes)            | Demolido | |        |
| Pabellón de la Promesa                 | Christopher Boyce                                                                         | Pabellón individual efímero                                          | Demolido | Participación conjunta de las iglesias cristianas                                                                                          |        |

## Algunos pabellones destacados
Los siguientes pabellones de la exposición han sido incluidos, en 2007, en el Catálogo General del Patrimonio Histórico Andaluz
| Bien catalogado                          | Arquitecto                                                                          | Web del bien | Tipo          | RP                 | EA      | Fecha      |
| ---------------------------------------- | ----------------------------------------------------------------------------------- | ------------ | ------------- | ------------------ | ------- | ---------- |
| Pabellón de Andalucía de Expo '92        | Juan Ruesga Navarro                                                                 |              | Sin tipificar | Genérico Colectivo | Incoado | 15-VI-2007 |
| Pabellón de España de la Expo '92        | Julio Cano Lasso                                                                    |              | Sin tipificar | Genérico Colectivo | Incoado | 15-VI-2007 |
| Pabellón de Finlandia de la Expo '92     | Juha Jaaskelainen, Juha Kaakko, Petri Rouhiainen, Matti Sanaksenaho y Jari Tirkknen |              | Sin tipificar | Genérico Colectivo | Incoado | 15-VI-2007 |
| Pabellón de Francia de la Expo '92       | Jean Paul Viguier y J. F. Jodry                                                     |              | Sin tipificar | Genérico Colectivo | Incoado | 15-VI-2007 |
| Pabellón de Hungría de la Expo '92       | Imre Makovecz                                                                       |              | Sin tipificar | Genérico Colectivo | Incoado | 15-VI-2007 |
| Pabellón de la Navegación de la Expo '92 | Guillermo Vázquez Consuegra                                                         |              | Sin tipificar | Genérico Colectivo | Incoado | 15-VI-2007 |

### Pabellón de España

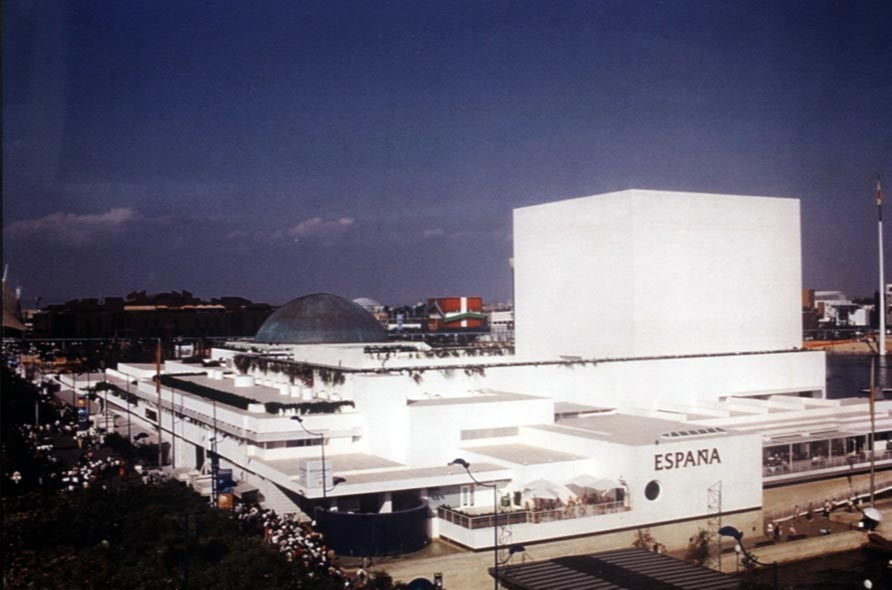
Pabellón de España.

Dirección: C/ Camino de los Descubrimientos, 12. Levantado al borde del Lago de España en una de las parcelas de mayor superficie, el pabellón de España, país anfitrión, se construyó según proyecto del arquitecto de indudable prestigio y sólida trayectoria profesional: Julio Cano Lasso (Madrid 1920-1996) que planteó un edificio que debía de ser simbólico y representativo, pero para el que se buscó prescindir de cualquier referencia histórica o historicista.

#### Descripción
Sobre una plataforma elevada que desciende hacia el agua mediante terrazas que van avanzando, dos formas geométricas destacan en el conjunto: Un gran cubo blanco herméticamente cerrado al exterior y una cúpula de color oscuro debido a su recubrimiento de planchas de bronce. El cubo acogía un gran salón de exposiciones; bajo la cúpula se albergó un cine con sistema de proyección esférico y asientos móviles. La fachada acababa en un gran lago el cual ofrecía a los visitantes espectáculos nocturnos y alrededor del mismo discurrían los distintos pabellones de algunas de las comunidades autonómicas de España.
Importantes son en el conjunto los pórticos y espacios abiertos, particularmente el vacío del gran patio central, pensado para distribuir la circulación de las personas hacia distintos itinerarios de visita, además de servir de salón al aire libre.
Se emplearon en su construcción blancos paneles de chapa esmaltada y zócalos y pórticos de mármol blanco, con pavimentos de barro y mármol y cenefas de mosaico y gracias a estos colores que ofrecía el edificio, durante el espectáculo que daba comienzo al horario nocturno, se podía usar el cubo como una gran pantalla para representar diferentes imágenes igual que en los diferentes difusores colocados en el área de "Lago de España".
El contenido expositivo se articulaba en tres secciones con accesos independientes: Vientos de España, Caminos de España y Tesoros de España. La primera consistía en la proyección Imax con asientos móviles, denominada Movimas, que tenía lugar en la sala semiesférica; Caminos de España era un itinerario multimedia por varias salas que trataba de conjugar la historia y los avances tecnológicos del país; Tesoros de España fue una exposición antológica de arte español que tuvo lugar en la sala en forma de cubo y que reunió obras cimeras como el Caballero de la mano en el pecho de El Greco o el Corpus Hypercubus de Dalí. Además el pabellón contaba con otra exposición de arte contemporáneo nacional y un restaurante de cocina española.
Fue concebido con previsión de permanencia y adaptación a usos futuros, razón por la cual los espacios eran diáfanos y las divisiones interiores se hicieron con paneles móviles desmontables.
Actualmente está ocupado por las oficinas del parque temático Isla Mágica el cual reutiliza gran parte de las instalaciones del edificio creadas para la Exposición Universal como el cine de butacas móviles "Movimas" y diversas salas expositivas como la del "Cubo".
La modificación a la que fue sometido el Lago de España en 1997 para la construcción de Isla Mágica alteró significativamente la visión del conjunto en su fachada más representativa. Seguido de este gran cambio se desmontaron todos los pabellones autonómicos quedando así una explanada con un lago central y como fondo el majestuoso pabellón de España.

### Pabellón de Andalucía
Dirección: C/ José de Gálvez, 1. Arquitecto Juan Ruesga Navarro. La situación del pabellón de Andalucía junto al puente de la Barqueta, en uno de los accesos principales al recinto de la exposición y en el inicio del recorrido por los pabellones autonómicos situados en torno al lago de España, era preeminente. Así mismo, su volumetría, morfología y características cromáticas, lo convierten en elemento de notoria visibilidad desde el centro histórico de la ciudad.

#### Descripción
Sobre un gran basamento de mármol blanco, se sitúa un volumen de base elíptica chapado de piedra arenisca. Atravesando ambos, aparece como eje un gran cilindro inclinado, revestido de cerámica azul con numerosas ventanas pequeñas, pensado para alojar espacios de espectáculos, espacio central de la exhibición, restaurante y mirador.
Es de destacar la complejidad constructiva del edificio: la estructura es de hormigón armado en su totalidad y, dadas las dificultades que representa la inclinación de 15 grados del cuerpo cilíndrico, hubieron de proyectarse encofrados específicos así como utilizar sistemas tecnológicos especiales para garantizar la sujeción de los chapados exteriores de mármol y cerámica. Todas estas piezas cerámicas que recubren el cilindro se fabricaron en forma de rombos con la curvatura necesaria, lo que originó diez modelos distintos.
El proyecto del edificio fue el resultado de un concurso con el lema «Tradición y Cambio». Según el autor, el arquitecto sevillano Juan Ruesga Navarro, el basamento de mármol blanco representa la cultura tradicional; el edificio de base elíptica en piedra arenisca la cultura elaborada, y el cilindro inclinado la modernidad, el espíritu artístico y científico en evolución, claves del proyecto de cambio y modernización al que aspiraba y se enfocaba la comunidad autónoma de Andalucía. El techo o cúpula del cilindro, de 23 metros de diámetro, tiene una decoración mural de Guillermo Pérez Villalta que alude al zodíaco y al mito de Hércules . 
Pensado para su posterior utilización por alguna institución, por lo que presenta una disposición muy funcional, tanto en altura de plantas como en la ubicación de los accesos, escaleras, etc., está ocupado actualmente por la Empresa Pública de la Radio y Televisión de Andalucía.

### Pabellón de la Navegación

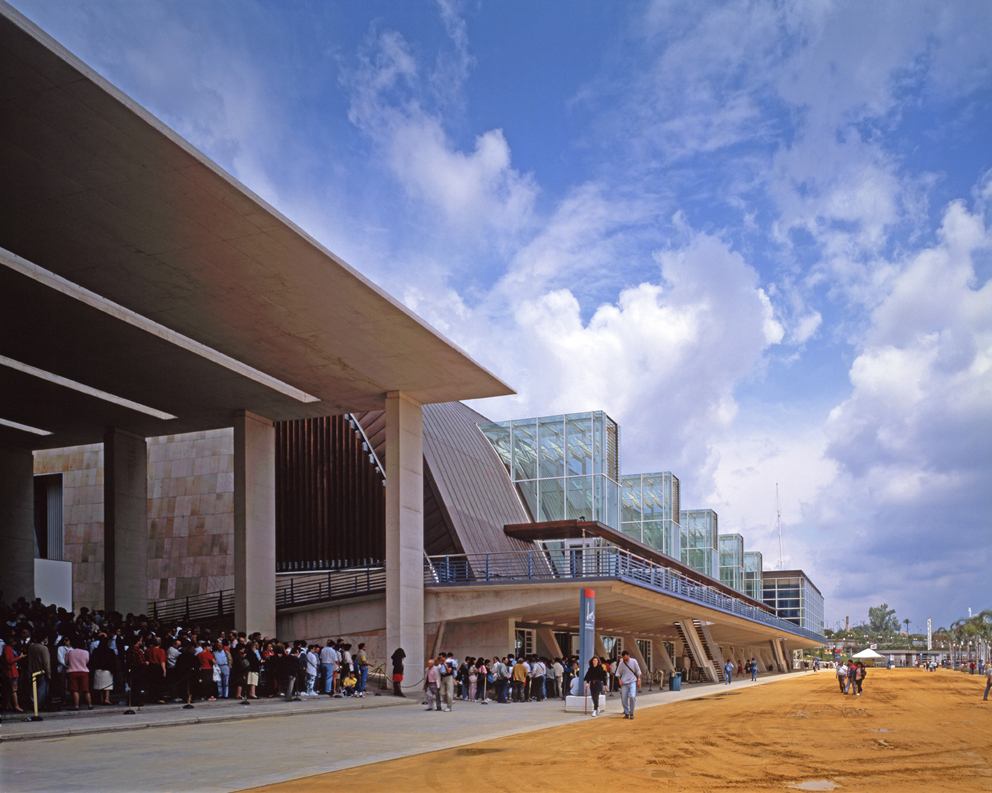
Pabellón de la Navegación. Próximo a este se encuentra la torre Schindler.

Dirección: C/ Camino de los Descubrimientos, 4. El proyecto se debe a Guillermo Vázquez Consuegra, que con este edificio recibió una mención de edificación en la II Bienal de Arquitectura Española.
Fue dedicado a las expediciones científicas y a los descubrimientos y avances en la técnica naval, se sitúa al borde del río Guadalquivir, en el sector sur del recinto, junto al pantalán que acota el puerto fluvial, entre el puente del Cristo de la Expiración y de la pasarela de la Cartuja, un lugar privilegiado, mirando hacia el centro histórico.

#### Descripción
Se asienta sobre una plataforma situada a la cota del muelle, ofreciendo su fachada principal al río, resaltando en esta vista la cubierta metálica curvada que ofrece su convexidad a la ciudad histórica y en la que, indudablemente, se advierten resonancias de viejas imágenes de hangares y tinglados portuarios.
Se articula en torno a dos construcciones, una de ellas destinada a servicios (cafetería y restaurante) y otra a los usos propios de la exposición, unidas a través de una gran rampa escalonada cubierta, que al mismo tiempo que las une, se configura como puerta al río estableciéndose una relación visual directa con el muelle, los barcos, el río y la ciudad.

### Pabellón de Finlandia
Dirección: C/ Marie Curie, 1. El pabellón tuvo la denominación de «la Garganta del Infierno», nombre de un accidente natural de Finlandia evocado en ese angosto vacío intermedio.
Los jóvenes diseñadores del pabellón (Juha Jaaskelainen, Juha Kaakko, Petri Rouhiainen, Matti Sanaksenaho y Jari Tirkknen) entonces estudiantes de arquitectura, formalizaban el mensaje que el país, que celebró ese año el 75 aniversario de su existencia como estado, quería dar de historia y futuro.

#### Descripción
El pabellón de Finlandia se estructura en dos edificios, llamados «la Quilla» y «la Máquina», de proporciones notoriamente alargadas, que dejan entre ellos un estrecho espacio abierto de solo dos metros de anchura en el que se dispone la rampa escalonada de acceso y un puente de comunicación.
El módulo llamado «la Quilla», que es referencia de la naturaleza y la tradición, está realizado totalmente en madera de pino finlandés y su ejecución artesanal sigue los principios de la construcción de barcos. El otro edificio, «La máquina», enteramente de acero y cristal, de color negro, representaría la industrialización, la modernidad.
La Fundación de Investigación y Difusión de la Arquitectura (FIDAS) del Colegio de Arquitectos de Sevilla eligió, significativamente, este inmueble como sede.

### Pabellón de Hungría
Dirección: C/ Marie Curie, 7.

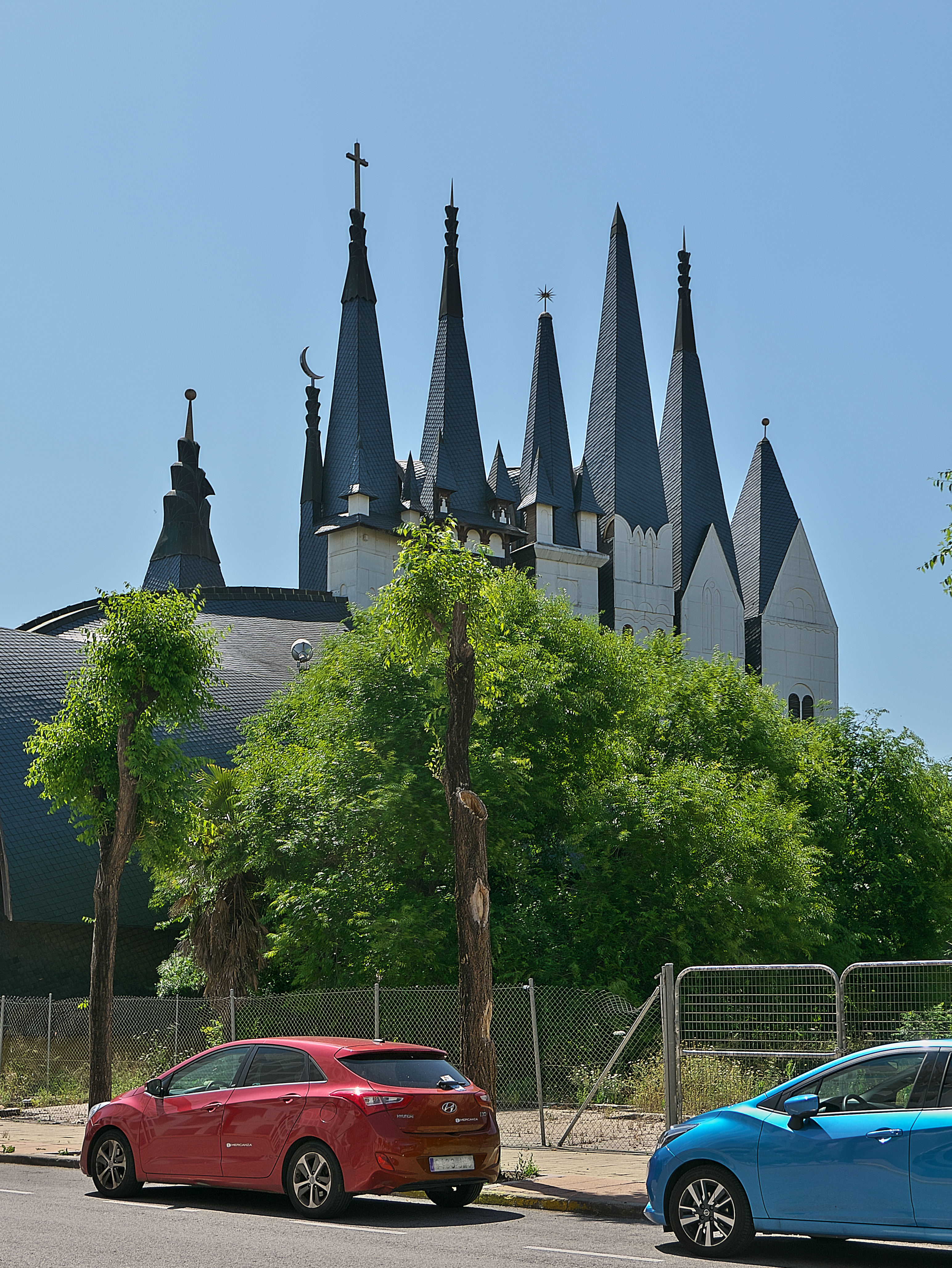
Pabellón de Hungría, Imre Makovecz

El pabellón de Hungría es la mejor y más original muestra de la arquitectura en madera del gran arquitecto húngaro Imre Makovecz (1935-2011), maestro de la arquitectura orgánica europea.

#### Descripción
El pabellón es una obra singular, de fabricación totalmente artesanal, construida en madera laminada encolada no industrializada, con elementos constructivos de diversidad formal, realizados y ensamblados en la propia obra sin el predominio de la línea recta. Asemeja en su aspecto exterior a una iglesia rural húngara en la que se alzan siete torres con campanas de bronce. Está concebido mediante cuerpos maclados, entre los que predomina el gran casco que actúa de cubierta, como la quilla invertida de un barco recubierta por planchas de pizarra, al que se le adosan volúmenes que forman las entradas las cuales se rematan con máscaras aladas de rostros humanos.
El interior está configurado como armazón que recuerda el vientre de una ballena o el de un barco, resuelto mediante la mezcla de madera laminada encolada de formas redondeadas y elementos rectos tallados en madera aserrada.
Está dividido en dos sectores perfectamente diferenciados: el del oeste, un espacio diáfano en donde todavía se conserva el roble traído de las riberas del río Danubio cuyas raíces pueden verse a través del suelo de cristal, y el del este, en donde se ubicaban los contenidos expositivos.
El edificio a finales de 2001 fue restaurado, bajo la supervisión del arquitecto Enrique Morales Méndez, para Museo de la Energía Viva, un pequeño complejo destinado a enseñar cómo se puede vivir con la naturaleza ahorrando energía y conservando el entorno. En 2006 se planteó su demolición que no llegó a llevarse a cabo debido a la presión ciudadana. En 2007 fue declarado BIC.

### Pabellón de Francia
Dirección: C/ Camino de los Descubrimientos, 2. Se sitúa en una zona privilegiada, en frente del pabellón de España y dando a dos grandes avenidas.

#### Descripción
El pabellón fue diseñado por la firma de arquitectos Jean Paul Viguier, J. F. Jodry y Asociados como un edificio permanente. La propia arquitectura del pabellón es un homenaje a la cultura y a la tecnología. Una gran cubierta de malla espacial, a modo de pórtico, engloba la amplia explanada elevada y un edificio-espejo de forma prismática que se sitúa en uno de los extremos de la misma. El resto del edificio se desarrolla bajo el subsuelo.
La gran cubierta, de una altura de 15 metros, se sustenta por cuatro columnas de carbón-fibra cromadas, creando un espacio libre y fresco, amparado y tranquilo, con gradas para sentarse, fuentes de agua potable. La explanada que se conforma como antesala de entrada y plaza que da acceso al edificio principal a través de una puerta monumental en su centro, se resuelve con baldosas de vidrio donde han sido serigrafiados los logotipos de las empresas, agrupaciones locales, grandes instituciones y organismos culturales de Francia que participaron en la exposición.
Debajo de esa explanada hay un paseo cubierto donde se exponían las más recientes innovaciones tecnológicas de la industria francesa y se descubría al público un atrevido y amplio «pozo de imágenes» de 20 metros de profundidad.
En el edificio principal se ubicaron un restaurante y las oficinas. Es de destacar la capacidad del edificio de reflejar en su fachada principal, de vidrio, que da a la gran explanada, el entorno que lo rodea.
En él tuvo su sede el Centro de Innovación de la Moda y el Diseño y la Fundación Victorio & Lucchino. Desde junio de 2010 tiene su sede central la empresa ALESTIS Aerospace, dedicada a la construcción de material aeronáutico. Desde junio de 2014, con la salida de ALESTIS Aerospace del edificio, se establece en el mismo el centro de crowdworking El Cubo de Andalucía Open Future, una aceleradora de startups de Telefónica y la Junta de Andalucía.

## Influencias en la ciudad y el área metropolitana

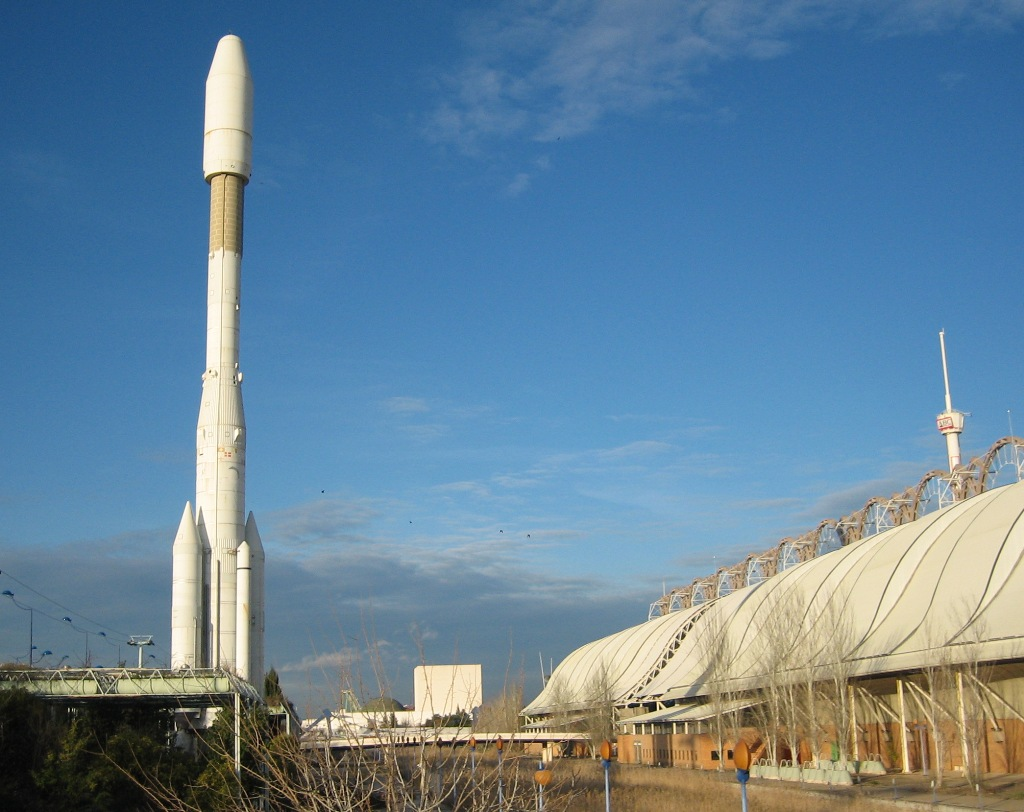
Imagen actual de la maqueta del cohete Ariane 4, encargado de transportar al espacio el primer satélite de comunicaciones español, Hispasat

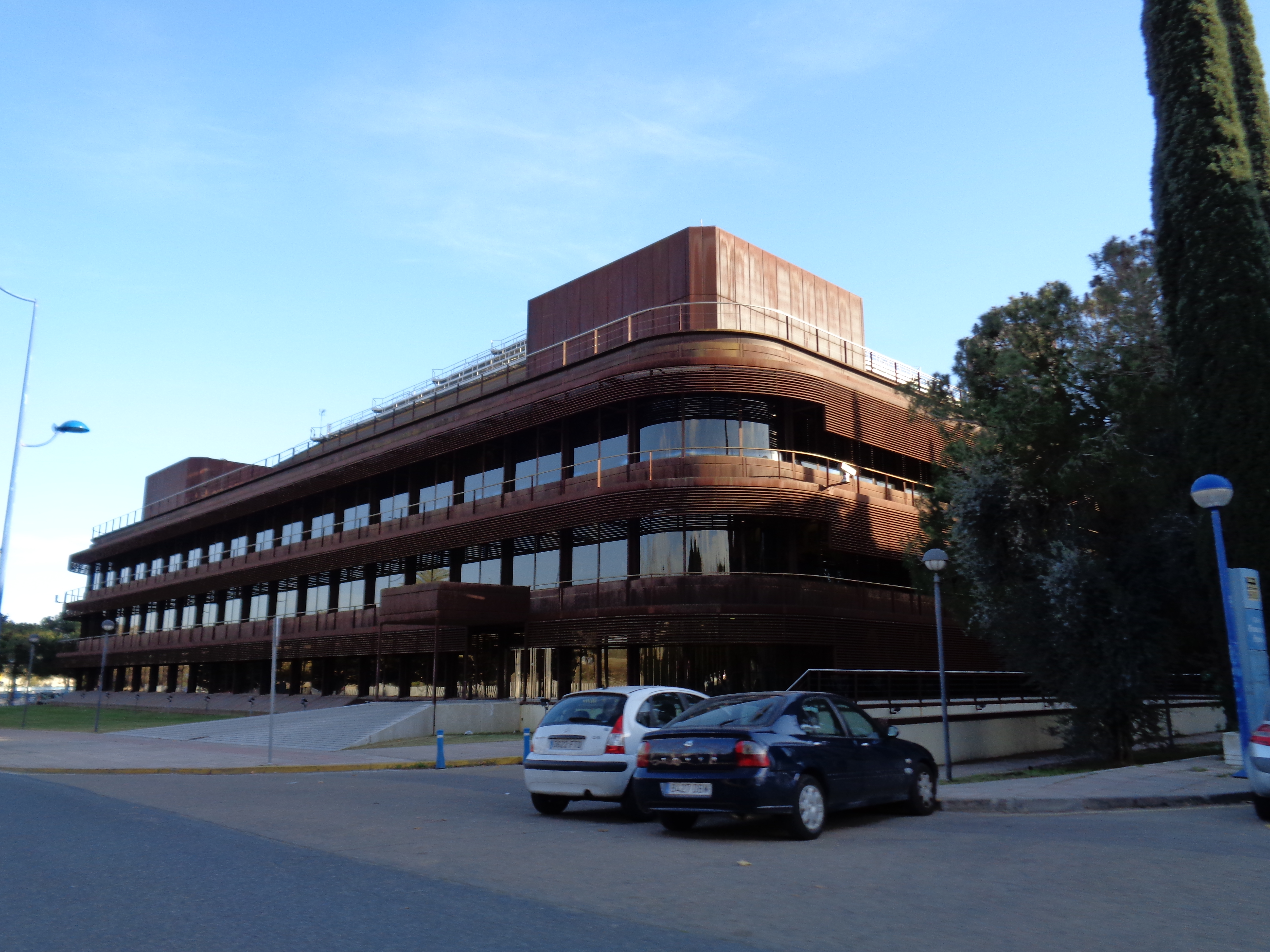
Edificio World Trade Center, que era un edificio administrativo de la muestra.

La isla de la Cartuja se dividió tras la muestra en cinco zonas: una monumental en torno al monasterio cartujo de Santa María de las Cuevas; una administrativa, con torre Triana de la Junta de Andalucía y la Gerencia de Urbanismo del Ayuntamiento, junto a la cual se construye el proyecto de Puerto Triana; una zona lúdica, con el parque temático Isla Mágica como principal protagonista; la zona universitaria, donde se encuentran la Facultad de Ciencias de la Comunicación y la Escuela Técnica Superior de Ingenieros; el parque metropolitano del Alamillo y el Parque Científico y Tecnológico Cartuja, que reutiliza gran parte de las infraestructuras de Expo '92.
Pero quizás el legado más importante de la Exposición Universal a Sevilla sea la transformación urbana de la ciudad. La estación de Plaza de Armas, también conocida como estación de Córdoba, dejó de usarse liberando ese espacio de las vías del ferrocarril. Se construyó una nueva estación, la de Santa Justa, que contó con la primera línea de Alta Velocidad Española, Sevilla-Madrid. La antigua estación de Plaza de Armas pasaría a ser un centro comercial y, para la Expo, se construyó junto a esta la estación de autobuses de Plaza de Armas.
Se realizó la autopista SE-30, como ronda de circunvalación de Sevilla. En Mairena del Aljarafe se construyó un barrio nuevo,la Ciudad de la Expo, para albergar a comisarios y participantes de la muestra, y que pasó a convertirse en barrio de la localidad cuando se terminó lo evento.
La telecabina que se elevaba 25 metros y comunicaba la calle de Torneo con el recinto de la exposición. Dejó de funcionar en 1995 y, aunque el Ayuntamiento propuso su recuperación para llegar al parque del Alamillo, no se hizo nada de eso. Otras ciudades, como Jaén, se interesaron por la infraestructura pero hasta hoy no se realizó ningún proyecto.
El monorraíl de la exposición también cesó su uso. Hubo propuestas para que sirviera de conexión entre Santa Justa y el aeropuerto de San Pablo, un proyecto que costaría unos 7,5 millones de euros, pero ese proyecto no siguió adelante.
En 2010,reabrieron rehabilitadas algunas zonas verdes de la exposición: el jardín Americano y los Jardines del Guadalquivir. Sin embargo, otros espacios no se han respetado. Por ejemplo, espacios de referencia internacional como la Avenida 5 diseñada por el Grupo Site de Nueva York, uno de los pocos ejemplos de la arquitectura deconstructivista de España, ha sido progresivamente modificada hasta hacerla irreconocible.

## Seguridad
En la década de 1990 la organización terrorista ETA se encontraba muy activa. En 1990 la Guardia Civil detuvo a Henri Parot en Santiponce cuando se disponía a volar la Comisaría de la Gavidia, en el centro de la ciudad de Sevilla. En abril de 1990 el etarra Arregui Erostarbe, alias Fiti, envió un paquete bomba al despacho del comisario general de la Expo '92, Manuel Olivencia. El paquete fue abierto por una empleada, María del Carmen Felipe, causándole la amputación de la mano izquierda y varias heridas. En la escena del crimen se encontraron 14 tuercas a modo de metralla. También resultó herido el conserje Joaquín Morente.
En 1991 ETA había cometido uno de los atentados más graves de su historia en Sevilla, en la Cárcel de la Ranilla, con un resultado de 4 muertos.
Para la muestra hubo un gran despliegue de seguridad con más de 10.000 agentes entre policías nacionales, guardias civiles, policías locales y vigilantes de seguridad.

## Galería

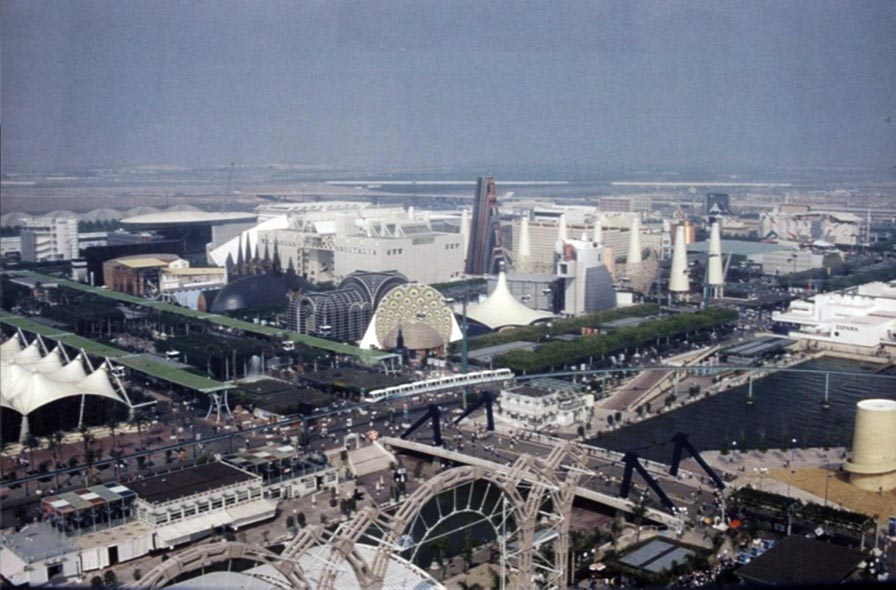
Vista aérea de la Expo.
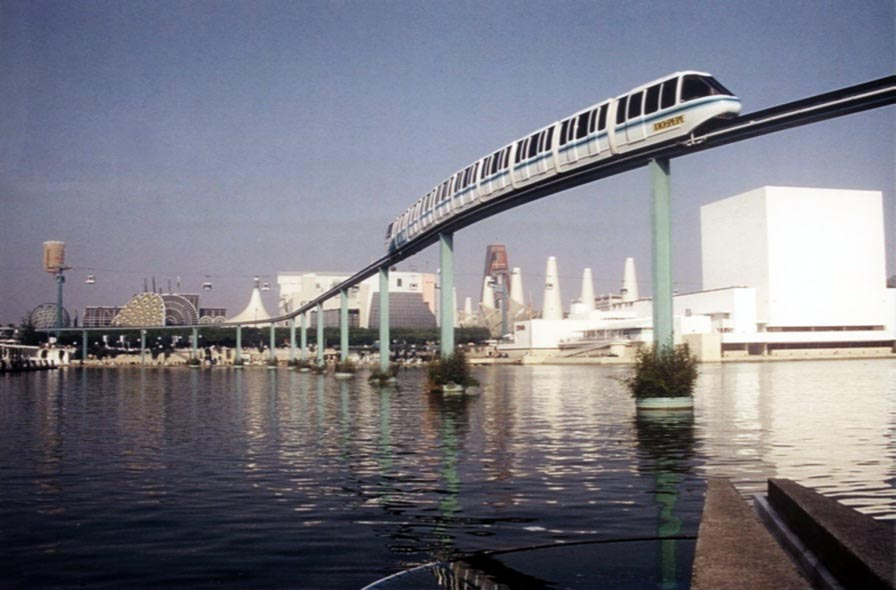
Tren elevado.
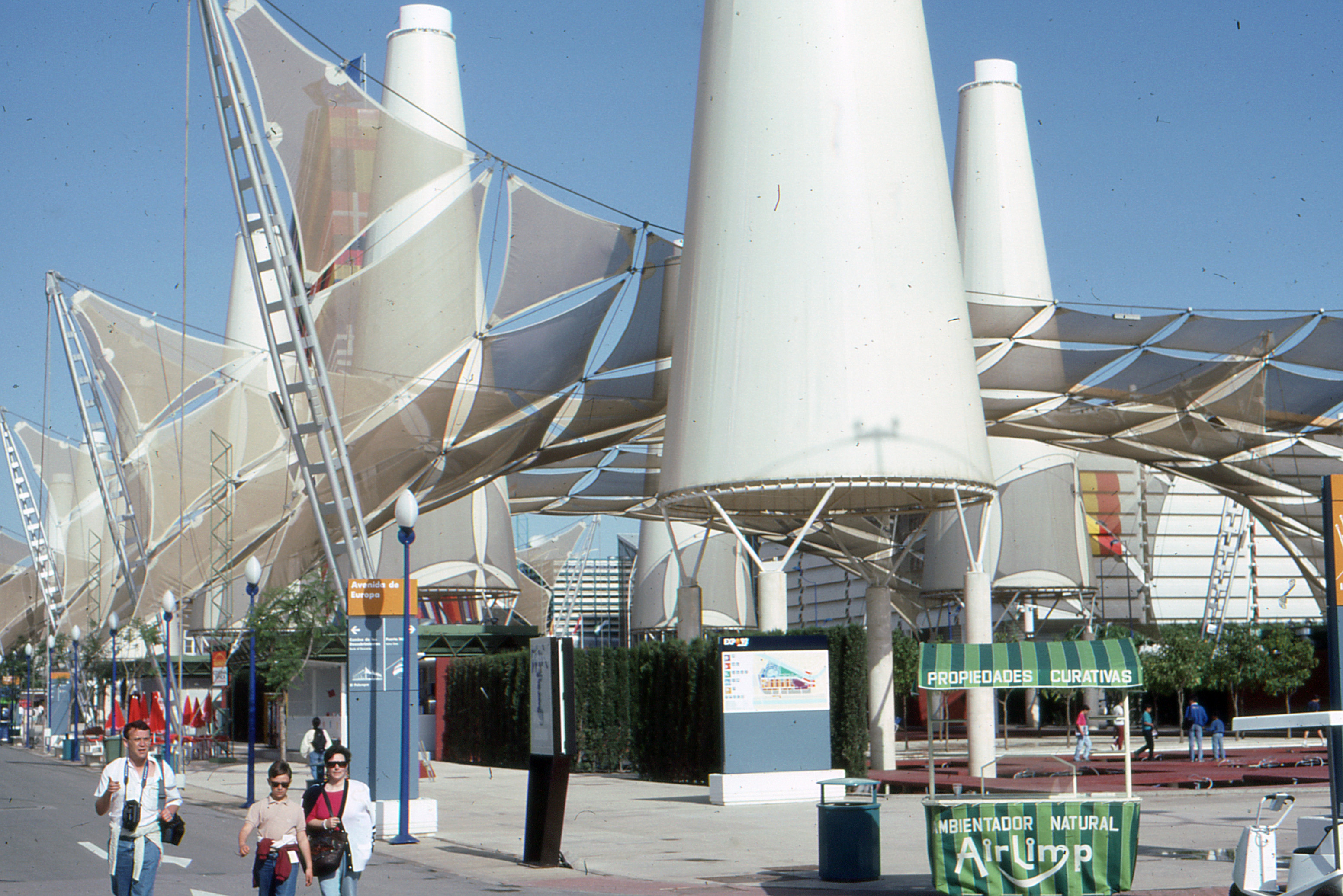
Avenida de Europa.
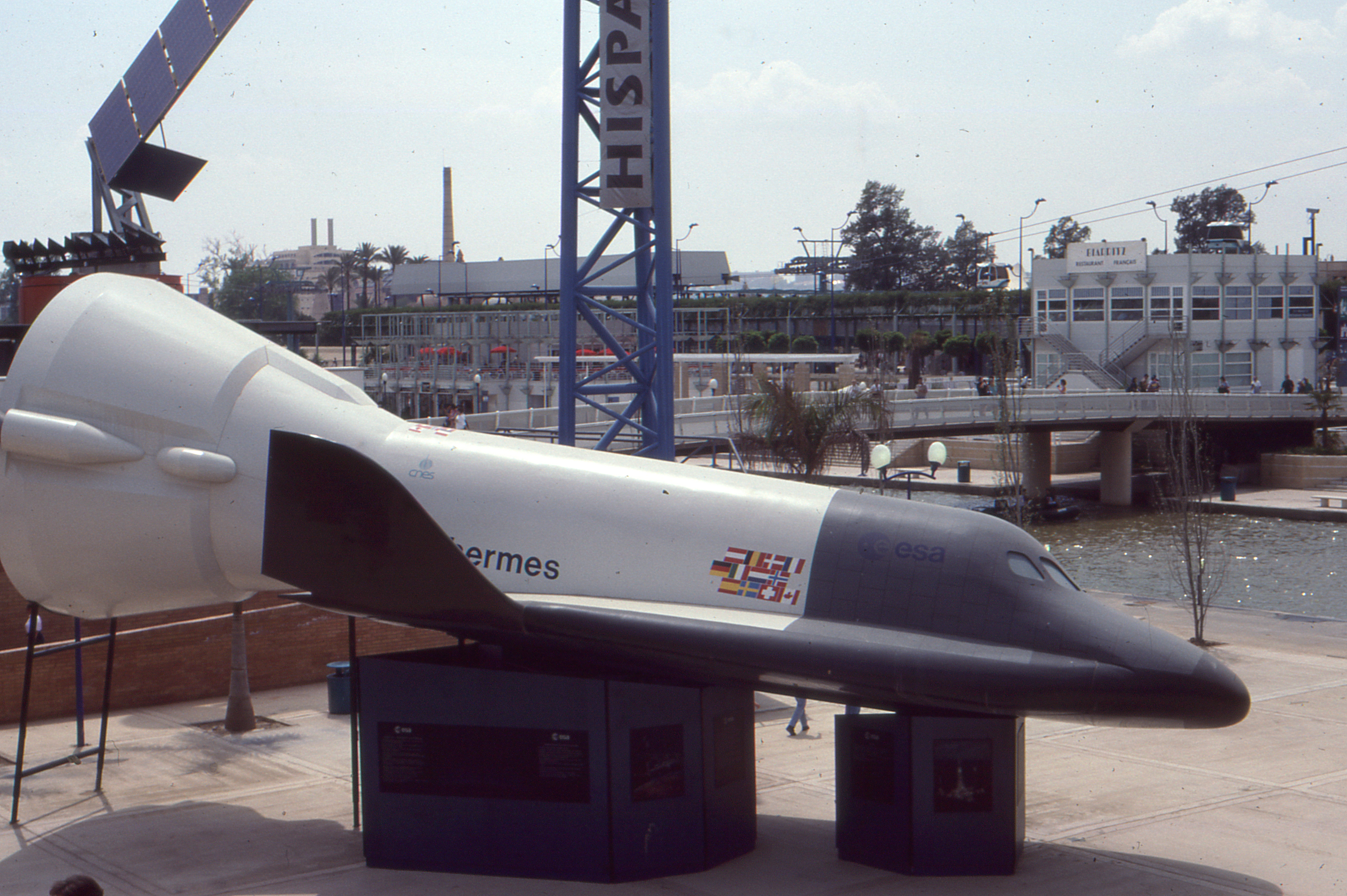
Maqueta del transbordador espacial Hermes.
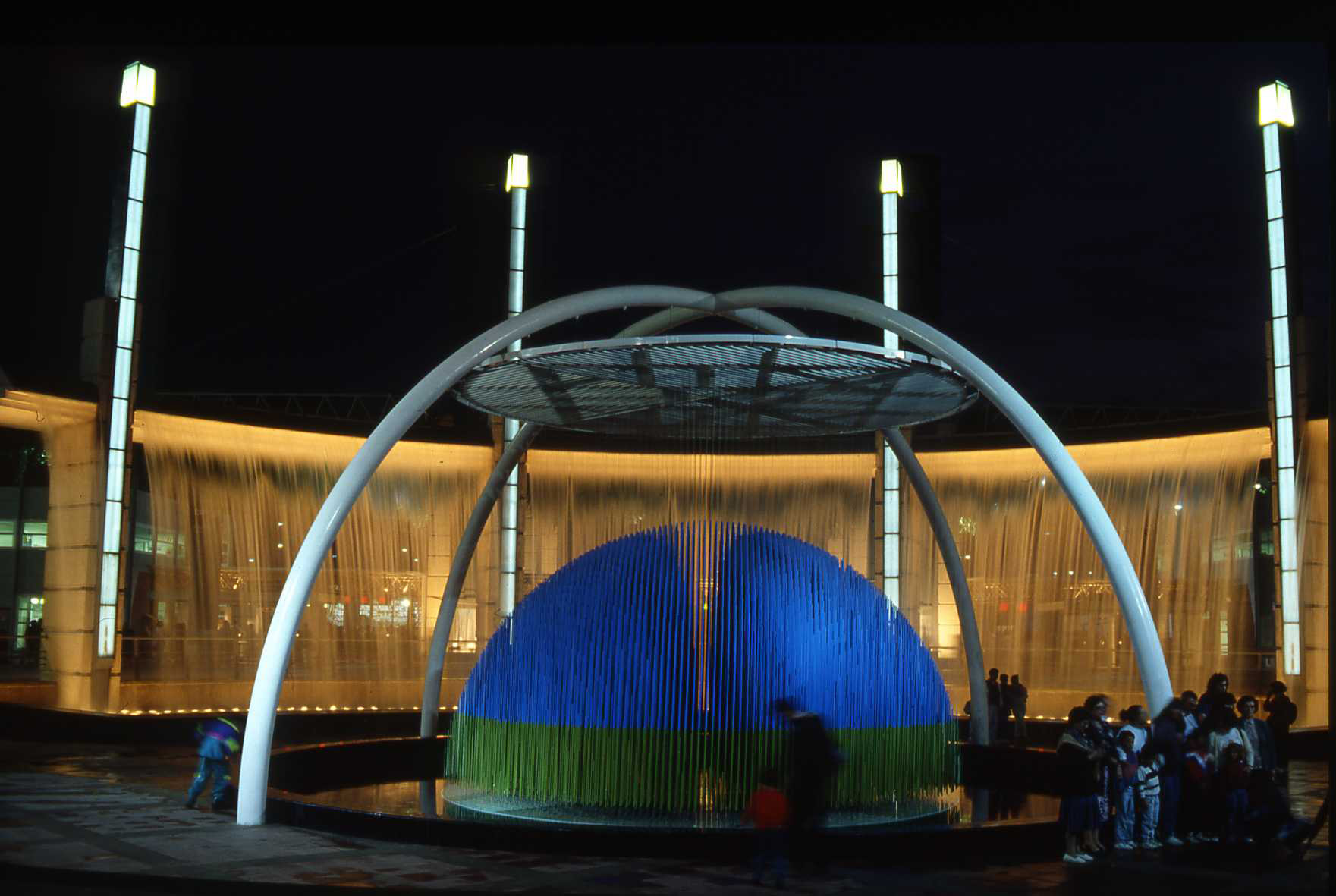
Acceso por la Puerta de Triana.
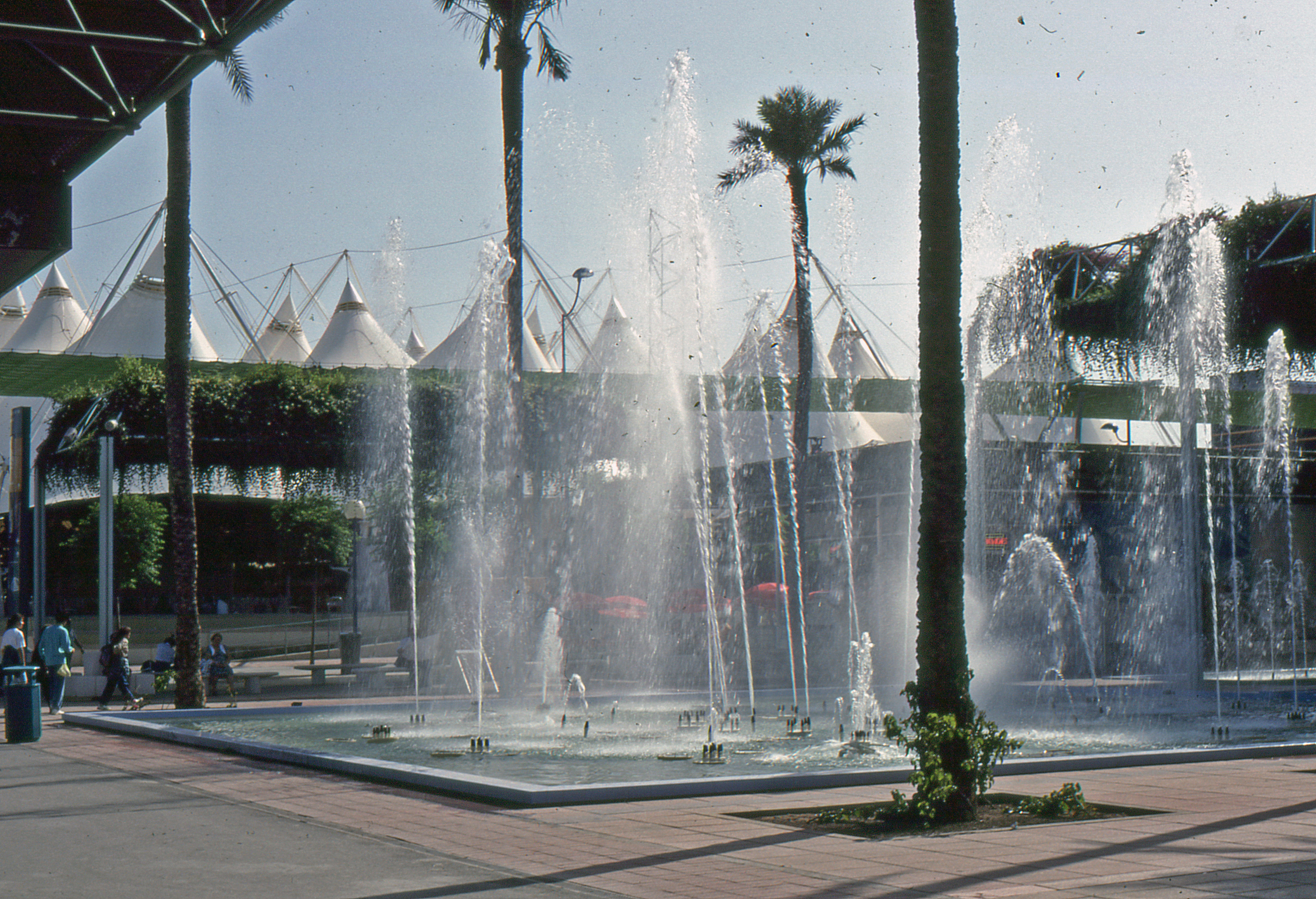
Fuentes.